# 澎湖天后宮
開臺澎湖天后宮，位於台灣澎湖縣馬公市，闔澎公廟之一，主祀天上聖母媽祖。天后宮確切創建年代不詳，隨著「沈有容諭退紅毛番韋麻郎等」石碑出土，確定於大明萬曆卅二年（1604年）之前即已立廟，台灣歷史最悠久的廟宇。:48-53
澎湖天后宮早無定稱，稱娘娘宮、天妃宮、娘媽宮或媽宮等稱呼所在多有。大清帝國領有台灣後，福建水師提督施琅宣稱擊敗東寧王國軍隊多賴媽祖娘娘顯靈襄助，曾奏請康熙皇帝加封，晉天妃為天后，故今稱「天后宮」，當地人多俗稱「媽祖宮（Má-tsóo-king）」:8-13，隨臺語人口老化凋零，僅稱「天后宮」的現象日益普遍。

## 沿革

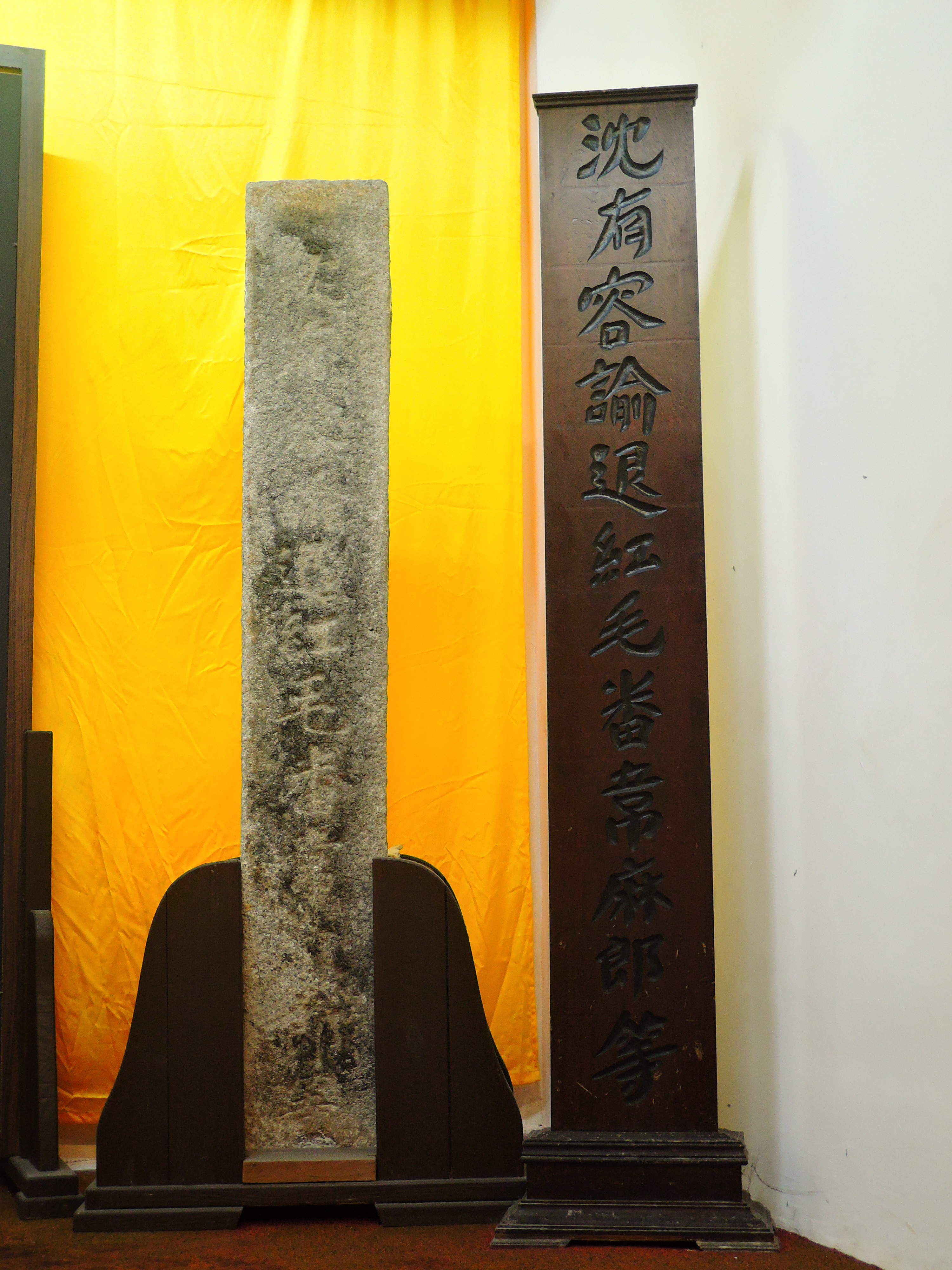
沈有容諭退紅毛番韋麻郎等

### 明朝及明鄭時期
澎湖天后宮設立應與明代萬曆年間的澎湖遊兵有關，在文獻可考的最早年代是1604年（明萬曆三十二年）。該年荷蘭東印度公司司令官韋麻郎（Wybrand van Warwijck）率兩艘船抵達澎湖，並派員往福建請求貿易。福建當局立即嚴禁人民出海接濟，並派都司沈有容率兵船五十艘前往澎湖，要求荷蘭人撤退。韋麻郎見求通商無望，又缺乏補給，於是在當年底離開澎湖。董應舉在天啟年間寫給福建巡撫南居益的信中提到此事：「彭湖港形如葫蘆，上有天妃宮，此沈將軍有容折韋麻郎處也。」
台灣學者吳培基、賴阿蕊曾發表〈沈有容諭退韋麻郎及立碑地點在澎湖天后宮之商榷〉，文中認為沈有容與韋麻郎的談判地點，應是在停泊於天妃宮灣澳的荷蘭船艦上，而非在天妃廟裡。
1622年，荷蘭東印度公司任命科內利斯·雷爾生（Cornelis Reyersen）為司令，其在攻打葡萄牙據守的澳門失利後，轉往澎湖建立貿易據點，並在風櫃尾蛇頭山興建城堡作為基地。1624年（天啟四年），福建巡撫南居益下令驅逐荷軍，乃派水師圍堵荷軍於風櫃城，即「風櫃圍城戰」，雷爾生堅守七個月後，終於同意撤離澎湖，轉往台灣本島發展，也開啟了台灣的荷領時期。在此期間荷蘭人繪有一幅澎湖港口圖，在今天后宮位置畫有「中國寺廟」，即媽祖宮。
1663年，東印度公司在前一年被鄭成功擊敗，因而失去在台灣的領地後，隨即任命巴爾薩澤·博特（Balthasar Bort）率艦隊企圖將之奪回。博特曾與清軍聯盟，在中國沿海與鄭軍交戰獲勝，但後來未獲清廷支援攻台。博特失望憤慨之餘，在1664年1月3日攻擊澎湖島上的鄭軍，並在1月10日放火燒毀寺院及附近的房舍。據此，澎湖媽祖宮曾在1664年被毀。博特在其航海記中亦附有澎湖港圖，其中的寺院也在今天后宮的位置上。

### 清領時期
1683年（康熙22年）福建水師提督施琅率軍攻台，在澎湖擊敗由劉國軒率領的明鄭海軍主力，明鄭隨後便即投降。施琅將勝利歸因於媽祖庇佑，並奏請康熙皇帝敕封其為「護國庇民妙靈昭應仁慈天后」。清廷在1684年（康熙23年）准奏，將媽祖封為天后，並改「天妃宮」為「天后宮」。
1885年（光緒11年），法軍孤拔率艦入侵澎湖，澎湖之役爆發，戰後天后宮廟身傾圯，翌年重啟修建。1895年（光緒21年），乙未戰爭澎湖之役爆發，日軍進攻澎湖，因戰事波及，天后宮再度損毀。

### 日治時期
臺廈郊諸紳見天后宮殘破，終於於1919年（大正八年）間決議鳩資修建，期間先向時任媽宮街長上瀧宇太郎申請獲得同意，並從福建延攬大批匠師；臺澎第一古碑「沈有容諭退紅毛番韋麻郎等」便是在此次整修過程中被挖掘出土，此碑一出，便奠定澎湖天后宮為台澎第一古廟的歷史地位。:8-13
1923年重修完工，此次大正年間的修建影響天后宮深遠，除了增建後殿「清風閣」，後成當地文人聚會之所之外，當時修建的格局與建築樣貌，更沿用至今。:184

### 中華民國時期
1972年（民國六十一年），澎湖天后宮管理人員決議重建當時已顯舊態的天后宮，並於該年六月成立「重修天后宮籌備委員會」，不少地方人士表態能按照原貌修建，但廟方人士多持拆除、蓋新廟的態度。1978年（民國六十七年）1月21日，澎湖天后宮擬定翌日動土，計畫將舊廟全拆，並依原本樣式重建新廟，動土前夕，被時任中研院院士陳奇祿下令禁止動工；同年5月2日，內政部指示「不准拆除重建」、台灣省政府函復澎湖縣政府，指示天后宮不准改建，應妥為維護。後續1979年（民國六十八年）重修澎湖天后宮時，才依照「補建復舊」的方式整修澎湖天后宮，主持該年修復工程為大木匠師葉銀河（1933年－？，葉得令之子、葉根壯堂弟）。
1983年（民國七十二年）12月28日，中華民國內政部公告第一批15座一級古蹟名單，澎湖天后宮名列其中，並留下修建紀錄。:81997年（民國八十六年）5月，《文化資產保存法》修法後，不再區分為一至三級古蹟，而採用國定、直轄市定、縣市定三級。澎湖天后宮改為國定古蹟。2011年（民國一百年）再啟修建，2014年（民國一百零三年）竣工。
2019年（民國一百零八年）10月27日，中國國民黨籍總統候選人韓國瑜參拜澎湖天后宮，時任主委蔡光明意欲比照總統規格、打開廟宇中門迎接，被韓國瑜辦公室以身分不符而婉拒。蔡光明為表歡迎之意，請出收藏據稱達四百年以上的官印，親手蓋在韓國瑜的襯衫，並稱是開廟有史以來第一次替人蓋官印，象徵保佑平安，以及預祝韓國瑜當選總統。

## 奉祀

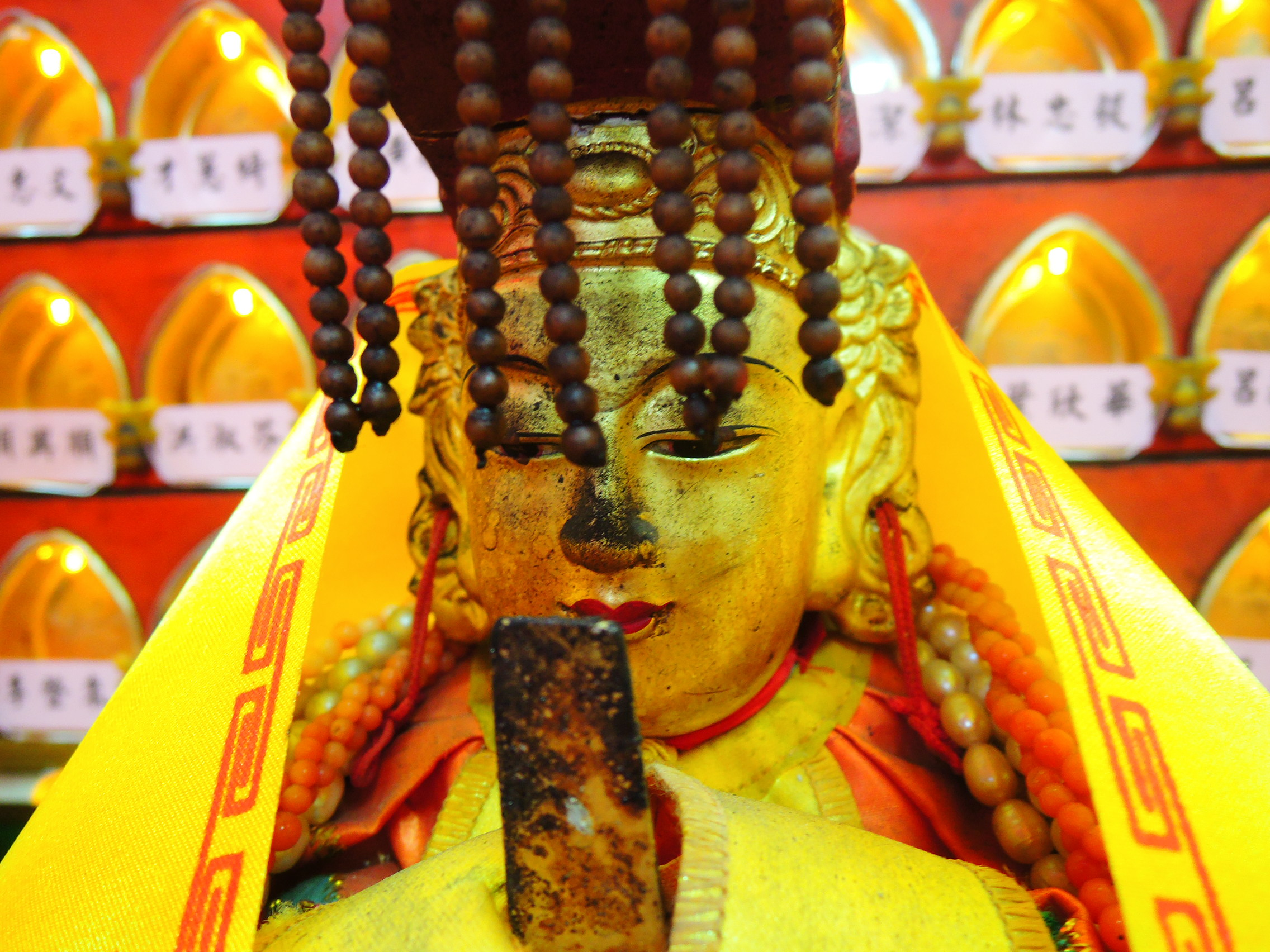
金面媽祖像

### 媽祖、千里眼、順風耳
正殿供奉居中為大媽，二媽、三媽分祀左右，千里眼、順風耳同時也奉於神龕之中。與大多台灣的媽祖像相同，澎湖媽祖像共同有身穿蟒袍，採坐像，雙目下視、神形和藹等特徵，不過不同於台灣媽祖像多是黑面，澎湖媽祖像為金面身，有人主張金面媽祖像係由官方祭祀之故。:84:8-13

### 註生娘娘
本地人多稱「註生媽」，位於正殿左側育麟宮中。在民間信仰中，除了管理生兒育女，也辦理安胎、生產和保護幼兒的職責。另外殿中也供奉「十二婆姐」，又稱「十二延女」，祂們姿態各異、各有其名，據聞是按十二生肖所搭配的褓母，也有人認為祂們又主管「六好六壞」，即子孫賢肖與否，悉由陰德厚薄而定。:84

### 送子觀音
觀世音菩薩雖是佛教神祇，但民間信仰佛道混雜的情況由來已久，天后宮也援引觀音作為陪祀神。送子觀音乃民間婦女所鍾愛的觀音形象之一，由於性質與註生娘娘相類，所以同被供奉在育麟宮中。:84

### 至聖先師
位於清風閣正廳。至聖先師即孔子，每逢考季也會有不少考生來此祈求考運昌隆。:84與積慶公夫婦的神牌擺放在同一處。:84

### 積慶公夫婦
位於清風閣正廳。積慶公林愿、夫人王氏為媽祖林默娘於凡間的父母，神位乃嘉慶年間冊封，因神格所限，僅能立神牌，不得立神像。:84

### 天津媽祖像
位於清風閣東廳。來自天津天后宮元鎮殿的軟身媽祖像，約莫有400年的歷史，約莫文化大革命時期之後輾轉來到澎湖。:8-13

### 虎爺
正殿神桌西側擺放一尊虎爺的身影，為木雕擬人手法而成。:84

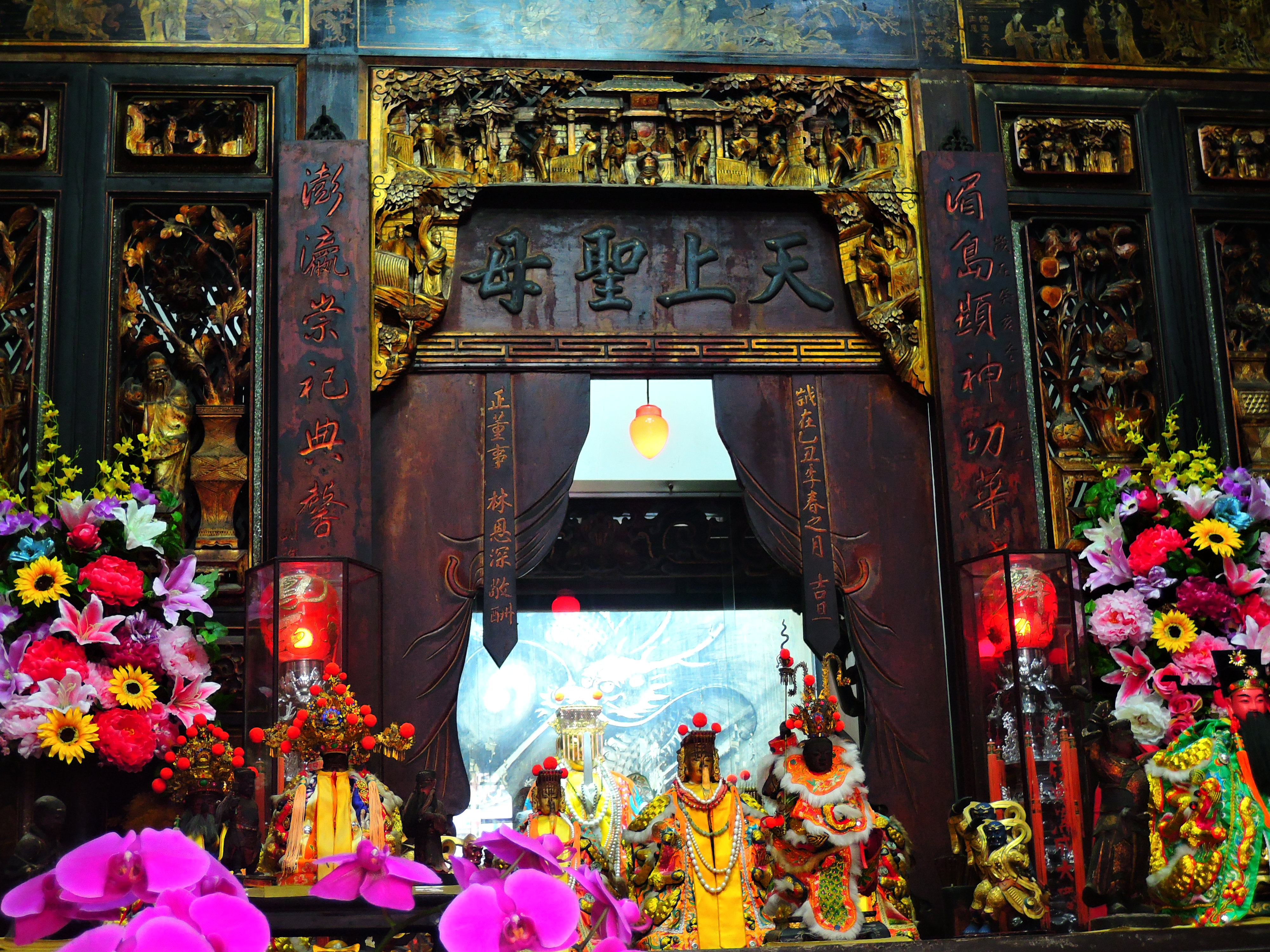
正殿｜天上聖母
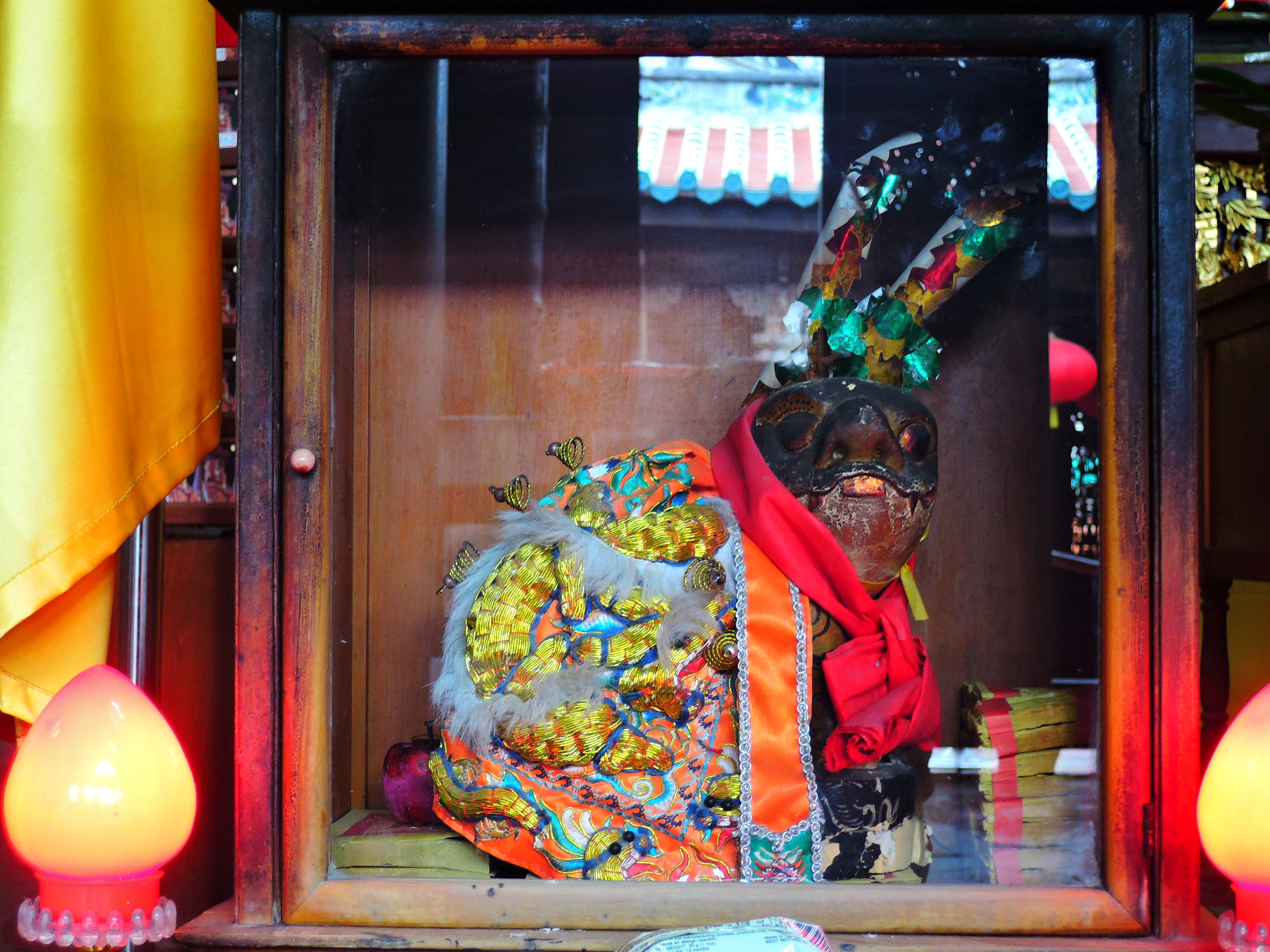
正殿｜虎爺
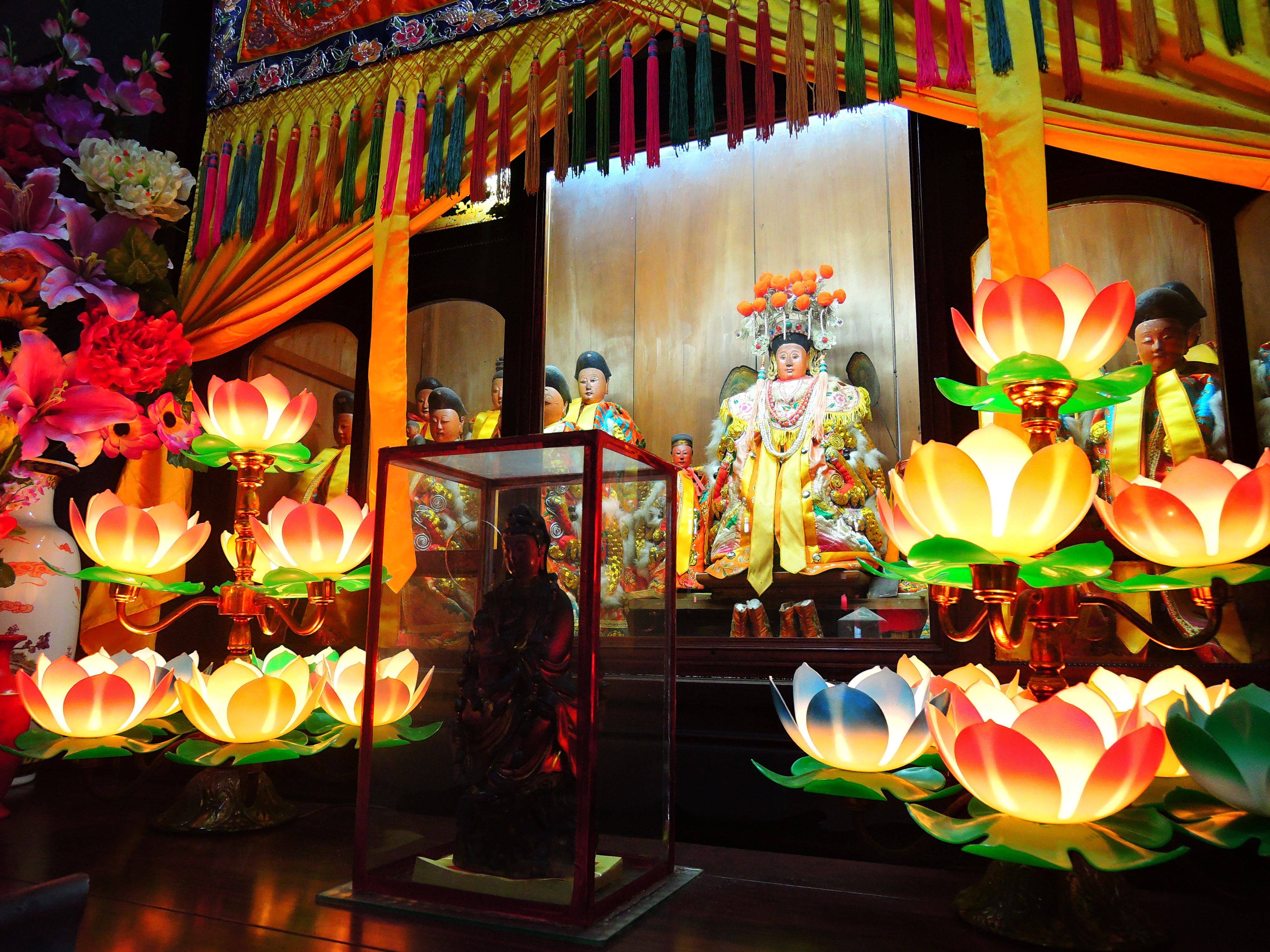
育麟宮｜註生娘娘、送子觀音、十二婆姐
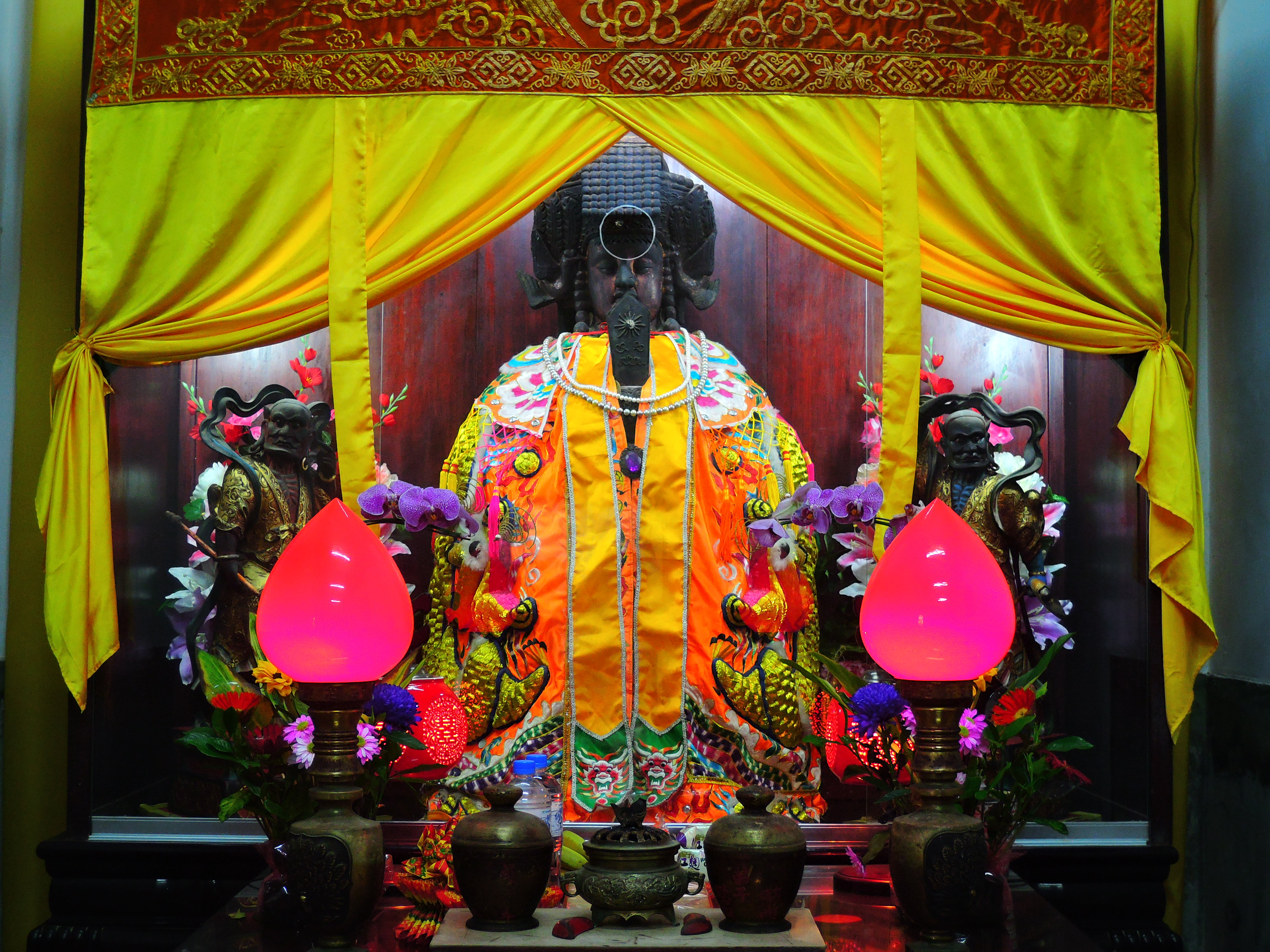
天津媽祖像
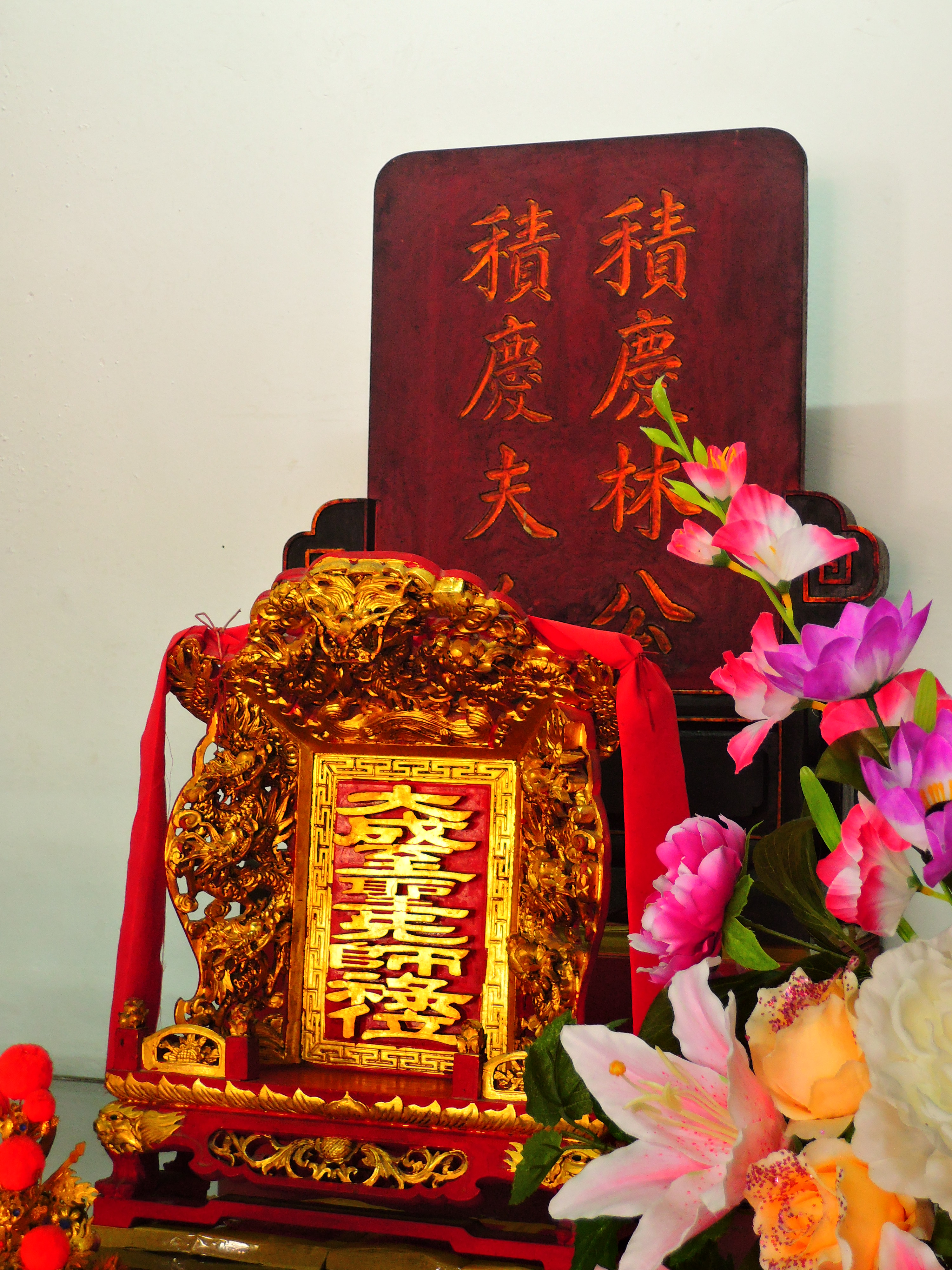
至聖先師與積慶公夫婦牌

## 建築歷史

### 歷代整修紀錄
| 公元 | 紀年              | 干支 | |
| ---- | ----------------- | ---- | --- |
| 1750 | 乾隆15年          | 庚午 | 有修建紀錄。 |
| 1792 | 乾隆57年          | 壬子 | 有修建紀錄。 |
| 1818 | 嘉慶23年          | 戊寅 | 有修建紀錄。 |
| 1845 | 道光25年          | 乙巳 | 有修建紀錄。 |
| 1885 | 光緒11年          | 乙酉 | 因清法戰爭遭兵燹之災，翌年重新修建。 |
| 1895 | 光緒21年 明治28年 | 乙未 | 因乙未戰爭遭兵燹之災，宮牆傾毀。 |
| 1919 | 大正8年           | 己未 | 臺廈郊諸紳鳩資修建，從福建延攬大批匠師，增建清風閣。 在整修過程中，挖掘出臺澎第一古碑「沈有容諭退紅毛番韋麻郎等」。                                         |
| 1923 | 大正12年          | 癸亥 | 天后宮改建大抵完成，奠定今日澎湖天后宮建築規制。 同時開啟一波澎湖宮廟整建的風潮，包括媽宮城隍廟、東甲北極殿等，不少泉州、東山島或潮州匠師此後定居澎湖發展。 |
| 1983 | 民國72年          | 癸亥 | 修建紀錄 |
| 2011 | 民國100年         | 辛卯 | 重啟修建 |
| 2014 | 民國103年         | 甲午 | 修建完畢 |

## 大正大修建

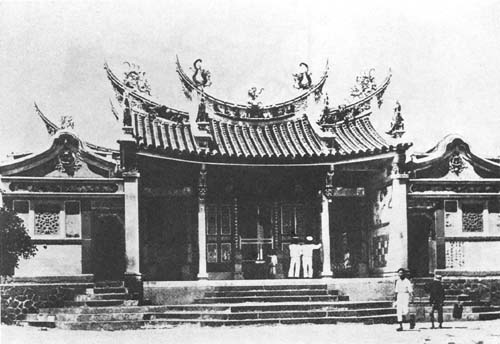
日治時期所攝的澎湖天后宮

大正大修建大木匠師一職係由藍木擔綱。:184澎湖天后宮籌備修建的期間，台廈郊諸紳曾請示北甲北辰宮的朱府王爺，朱王府乩童乃指示由藍木擔綱大木匠師；而在此之前，藍木主持宮廟修建工程的經驗僅有一北甲北辰宮。藍木受命主持天后宮工程時年僅四十，宮方顧慮他年紀尚輕，又委請莊榮司匠師與藍木合作。藍氏原籍廣東潮州大埔，澎湖天后宮由是與以閩南風格為主的台灣本島寺廟有所不同，具備獨樹一幟的潮州風格，如排樓看架上的彎枋向前傾斜，吊筒部分雕花大而吊柱細小、好用方柱型制等特色，相同的風格亦見於馬公東甲北極殿。

### 參與匠師
| 匠師   | 籍貫                | 助手               | 項目          | 職責                                                                                                   | 可見於                                                                     |
| ------ | ------------------- | ------------------ | ------------- | --- | -------------------------------------------------------------------------- |
| 藍木   | 廣東潮州            | 藍合、陳六甲、洪佐 | 大木          | 建築骨幹、規制與格局的設計與施工                                                                       | 三川殿、護龍、正殿等簷樑                                                   |
| 莊榮   | 不詳                |                    | 大木          | 建築骨幹、規制與格局的設計與施工                                                                       | 三川殿、護龍、正殿等簷樑                                                   |
| 莊銅   | 文澳（澎湖）        | 不詳               | 土水 （泥水） | 夯填臺基、鋪面、覆瓦與砌牆等                                                                           | 三川殿臺階鋪排 山牆、廟內地坪                                              |
| 不詳   | 講美、西嶼 （澎湖） |                    | 石雕          | 天后宮多使用烏石、白石和隴石， 進行細部雕琢                                                            | 三川殿：門鼓、門廂 正殿：柱珠、八角梭柱 護龍：螭虎窗                       |
| 蘇水欽 | 福建東山島          | 不詳               | 鑿花          | 雖屬裝修工程，但工藝難度並不亞於大木匠師 建築中木雕工藝被稱為鑿花，又被稱作「小木作」                  | 屋架上的構件：斗座、瓜筒、垂花鏤雕 正殿屏門、神龕等                        |
| 黃良   | 福建泉州            | 黃玉瑤             | 鑿花          | 雖屬裝修工程，但工藝難度並不亞於大木匠師 建築中木雕工藝被稱為鑿花，又被稱作「小木作」                  | 屋架上的構件：斗座、瓜筒、垂花鏤雕 正殿屏門、神龕等                        |
| 朱錫甘 | 福建東山島          | 朱欽、黃文華       | 彩繪          | 建築中的彩與繪不可一概而論 「彩」指塗色，替木質外部漆上保護層 「繪」才是指繪畫，包含書法題字等裝修效果 | 三川殿、正殿通樑彩繪 育麟宮、節孝祠的屏堵彩繪 彩繪主題多取自民間演義和故事 |
| 陳玉峰 | 臺南                | 不詳               | 彩繪          | 建築中的彩與繪不可一概而論 「彩」指塗色，替木質外部漆上保護層 「繪」才是指繪畫，包含書法題字等裝修效果 | 三川殿、正殿通樑彩繪 育麟宮、節孝祠的屏堵彩繪 彩繪主題多取自民間演義和故事 |

大正年間因應澎湖天后宮大修建，天后宮董事會從福建延攬一批宮廟匠師參與整建工程，連帶帶動起澎湖一波古廟整修風潮，如東甲北極殿（昭和2年，1927）、澎湖觀音亭（昭和2年，1927）、臺廈郊水仙宮（昭和4年，1929）、媽宮城隍廟（昭和8年，1933）等等，不少匠師因此落籍澎湖發展。
- 落籍澎湖的匠師：藍木（潮州）、黃良（泉州）、黃文華（漳州東山島－銅山派）[24][25]
- 鑿花匠師黃良廣收澎湖子弟為門徒，其門生後來皆成為一代宗師，如黃玉瑤、蔡攑，再傳弟子蔡嘉生。[25]
- 彩繪匠師黃文華長子黃友謙亦是全臺知名的宮廟彩繪大師，尤以「門神」繪製最為精湛知名 [26]；2013年，時年81歲的黃友謙被文化部文化資產局列為台灣人間國寶。[27]

## 建築結構

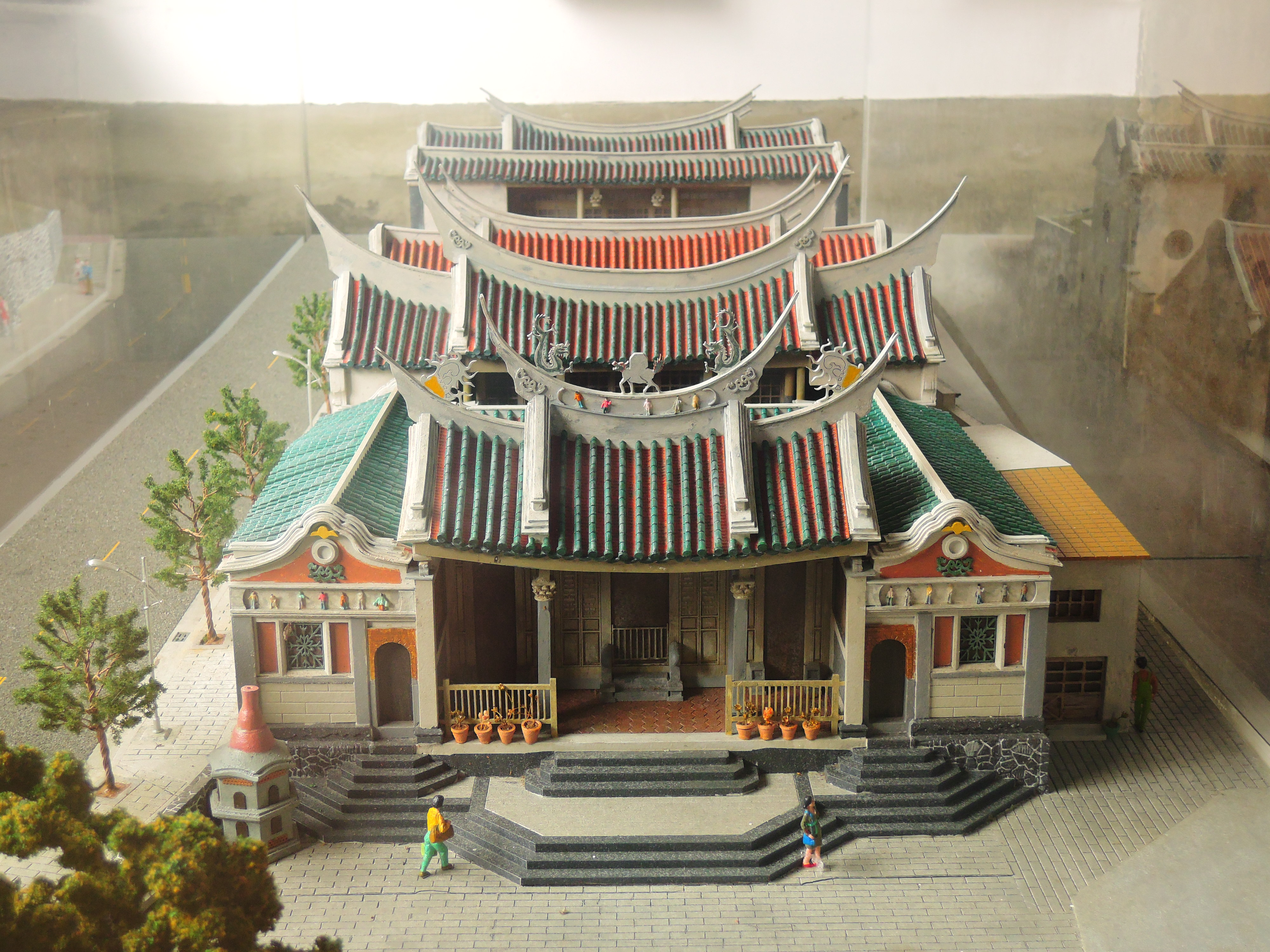
格局：五開三進

現今澎湖天后宮建築結構型制乃藍木設計，廟身坐北朝南，面向港口，廟順坡而建，面水背山。建築佈局為三殿式五開間，即「三川殿」、「正殿」以及「清風閣」（後殿）。前殿至後殿順地勢升高，廟埕與三川殿交接處設有多角形的石階，香客需循階而上進入廟中。:184、208-235
「三川殿」為三開間建築，左右兩側與護龍相銜，符合澎湖地區因多風而影響的建築特色。俗諺：「入廟看前門，入厝看菜園。」三川殿為廟宇前殿，象徵廟宇門面，整座廟宇裝飾最講究、最華麗的部份往往都集中於此。:208-235
「正殿」奉祀金面媽祖，左右護龍分別奉祀註生娘娘以及供奉當地節孝烈婦的節孝祠。:208-235
後殿「清風閣」又稱「公善樓」；一樓東側供奉天津媽祖，西側擺置台澎第一古碑：「沈有容諭退紅毛番韋麻郎等」，二樓供奉「太歲星君」。:208-235:8-13

### 屋脊裝飾
三川殿屋頂中脊上為「龍馬負圖」，脊堵處為「轅門斬子」（北宋年間楊延昭斬楊宗保的典故）；垂脊、歸帶末緣尚有精湛的泥塑、剪黏作品，排仔頭人偶各持旗、球、戟、磬，則是取「祈求吉慶」的諧音。:208-235

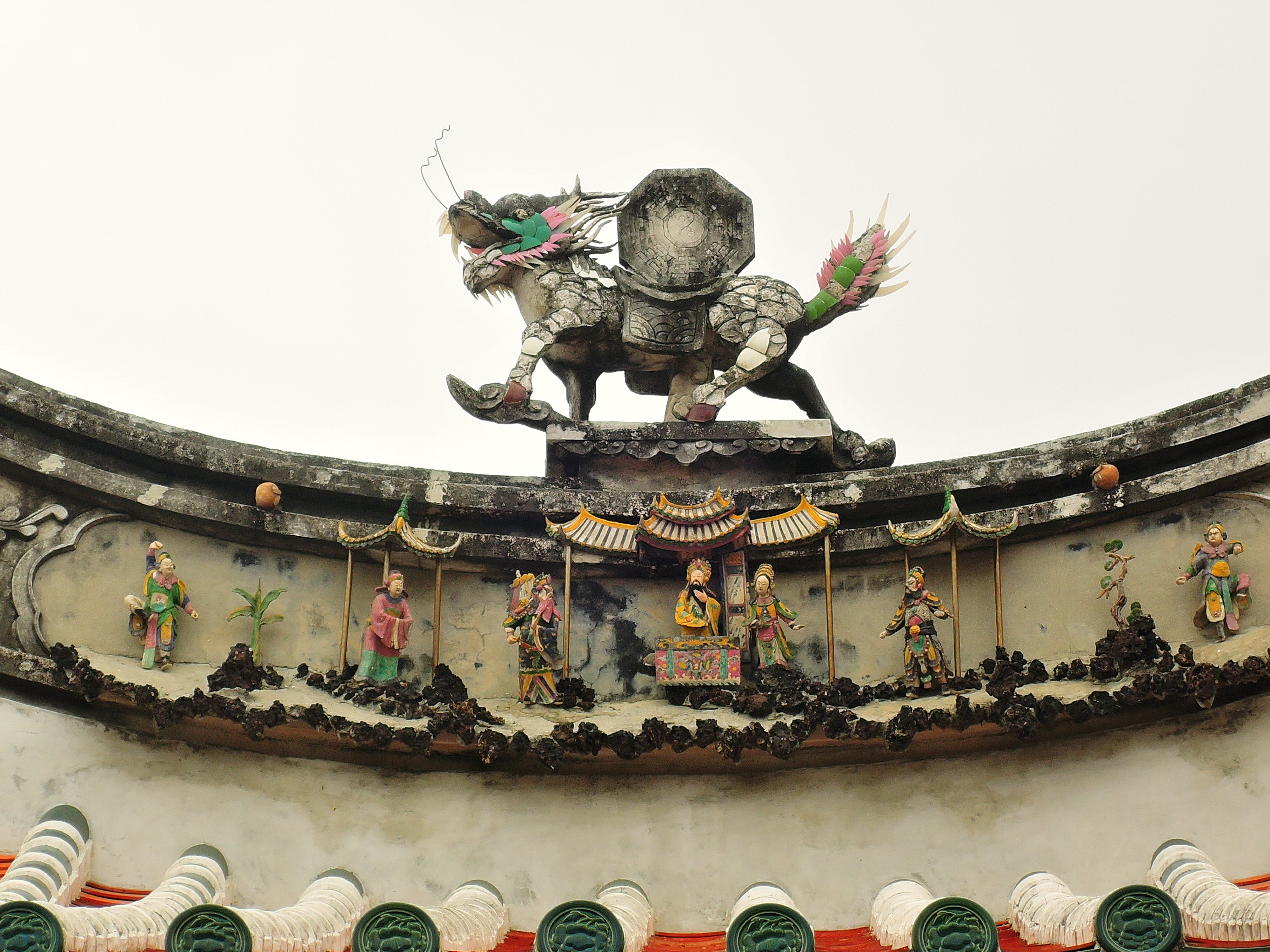
三川殿｜中脊：龍馬負圖、脊堵：轅門斬子
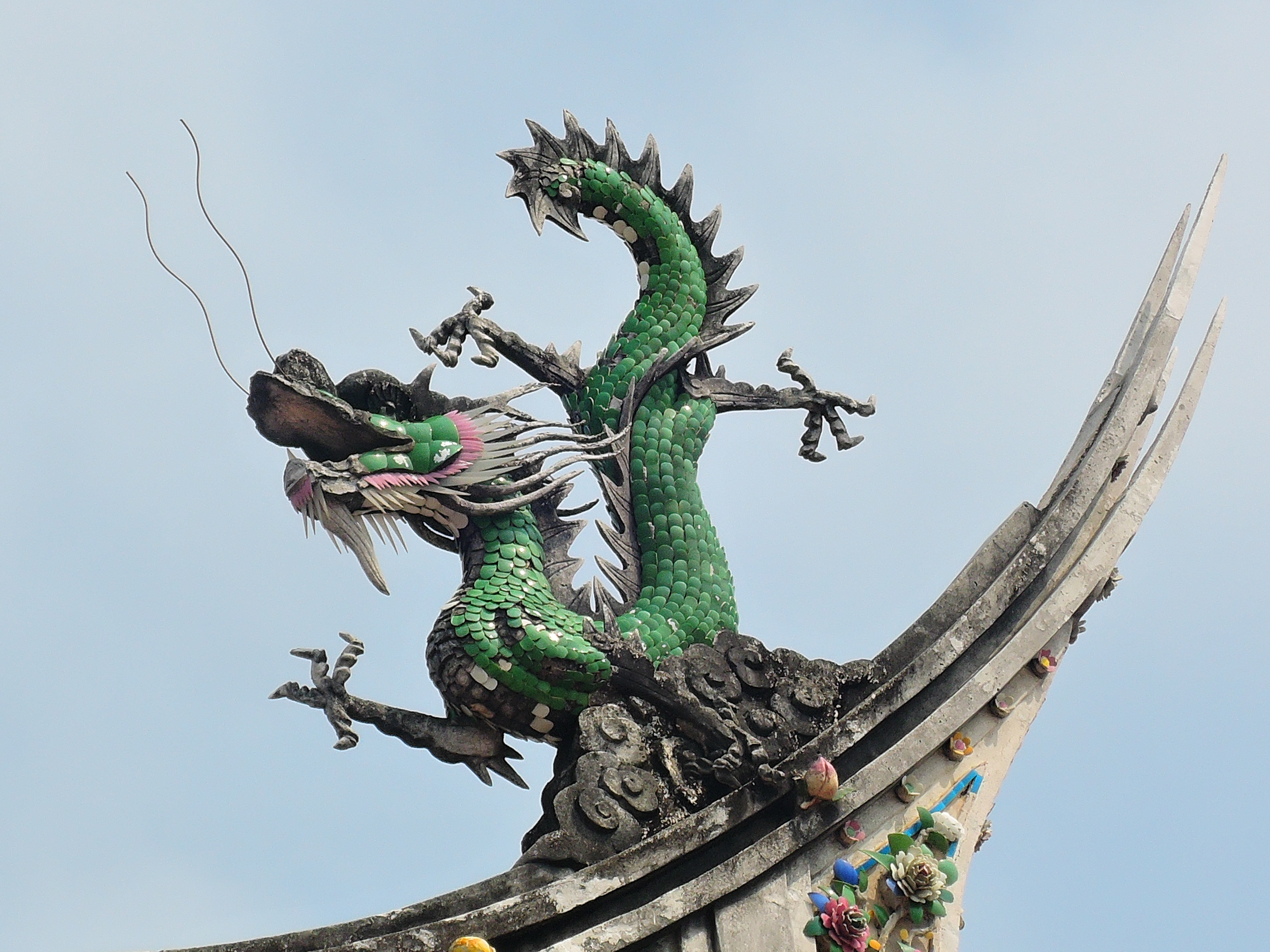
三川殿中脊｜雙龍剪粘（四爪水龍）
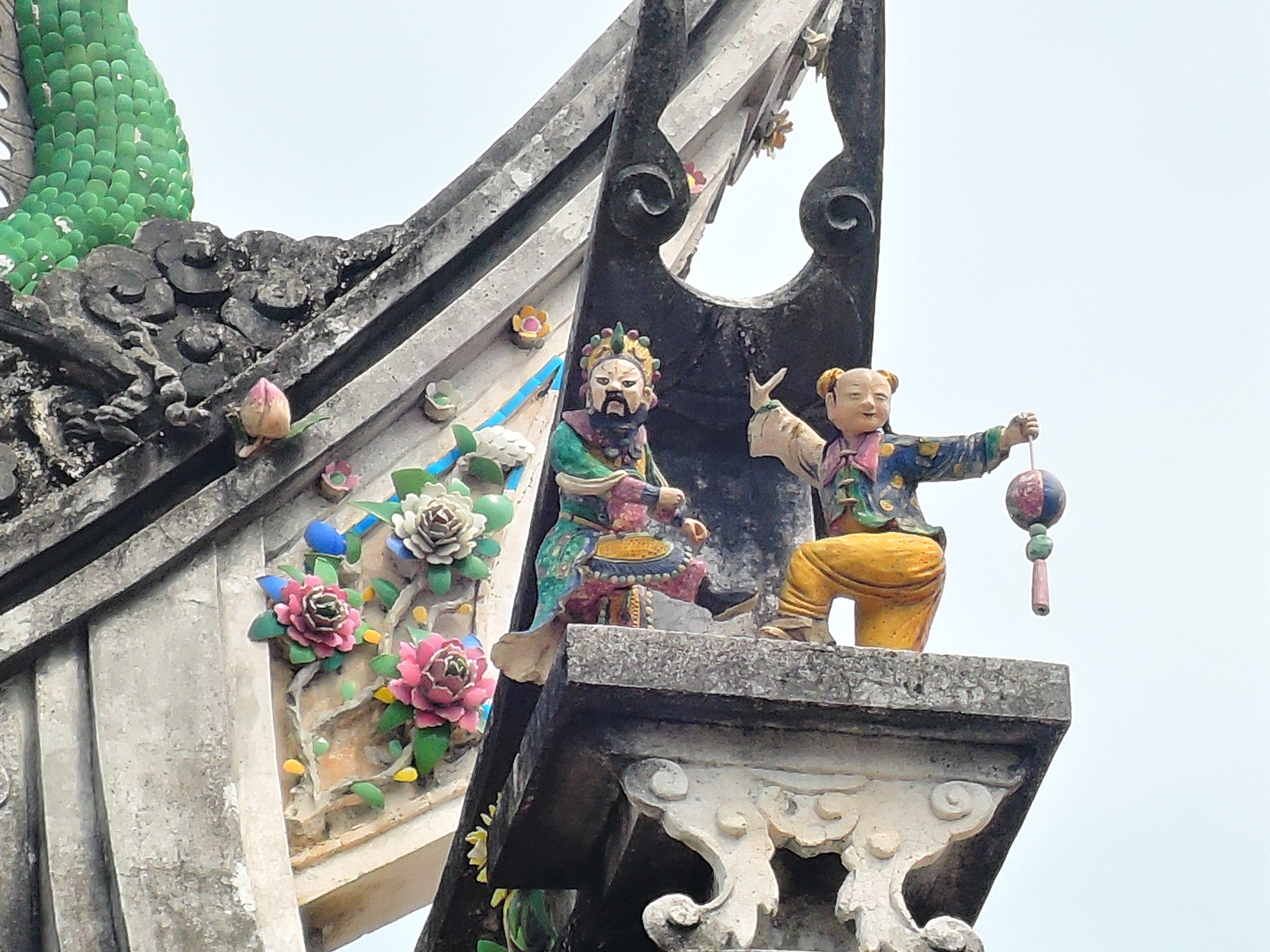
排仔頭：球（「求」之諧音）

### 門楣方柱
廟宇山門兩側的方柱的柱珠以及石鼓，柱珠細觀有「四藝：琴、棋、書、畫」的石雕紋路。由於建築多為木造，為避祝融之災，水的意象常常表現在剪粘交陶和木雕等作品上，蘊含以水剋火的寓意，如兩根大楣間隙有「八仙過海」、居中為「南極仙翁」的木雕題材。:208-235

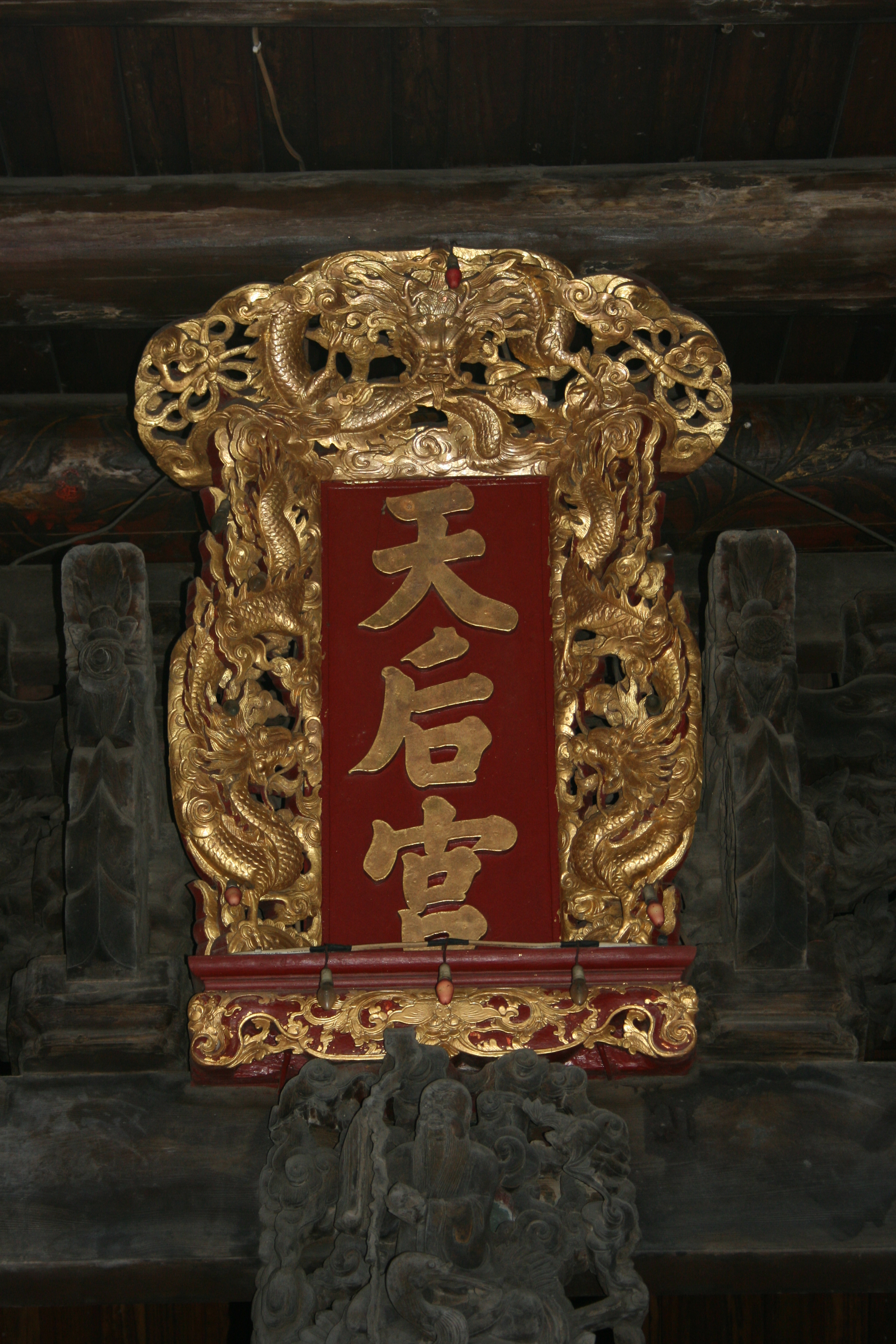
宮名匾（匾首與側翼皆雕龍，以表崇敬）
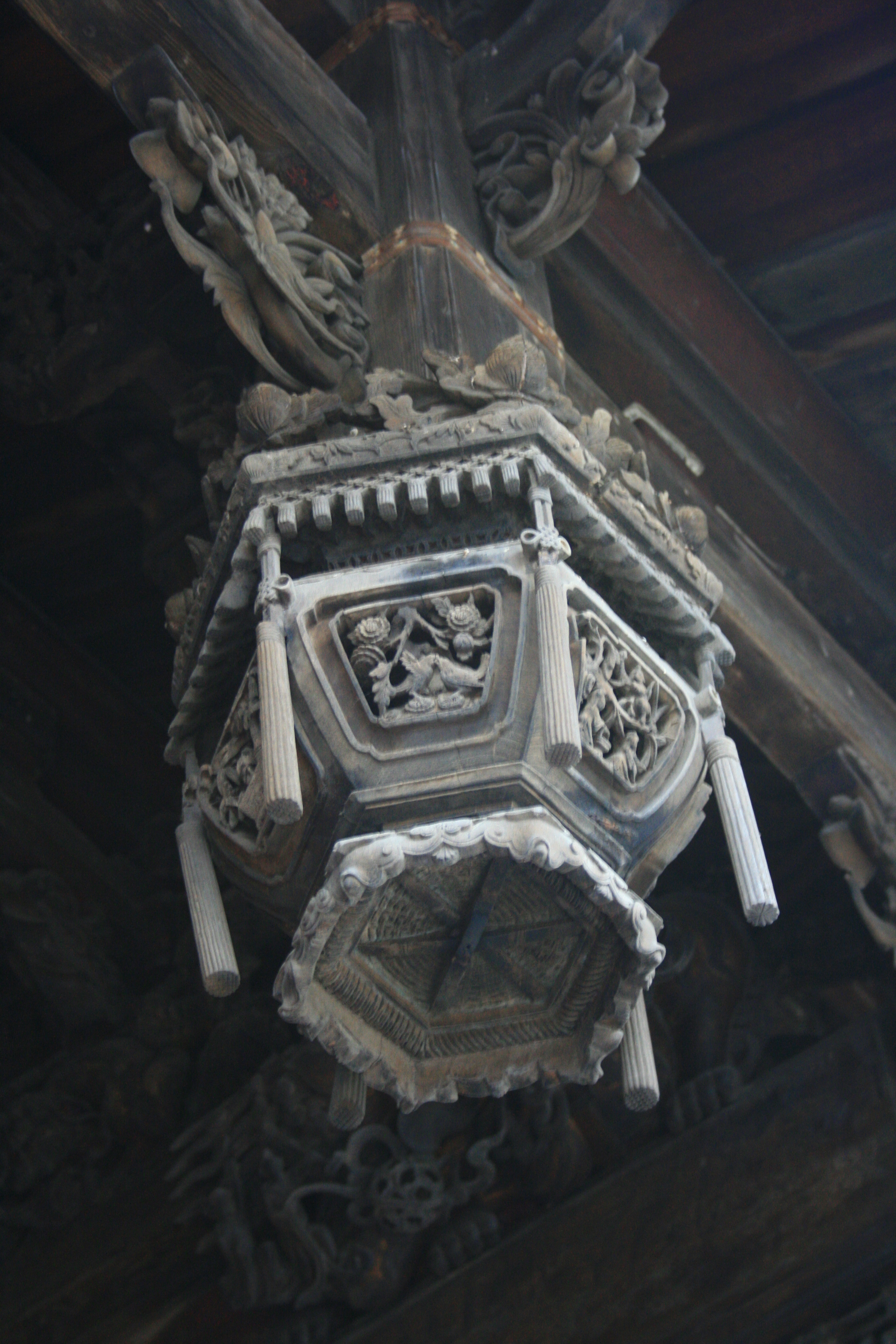
垂花
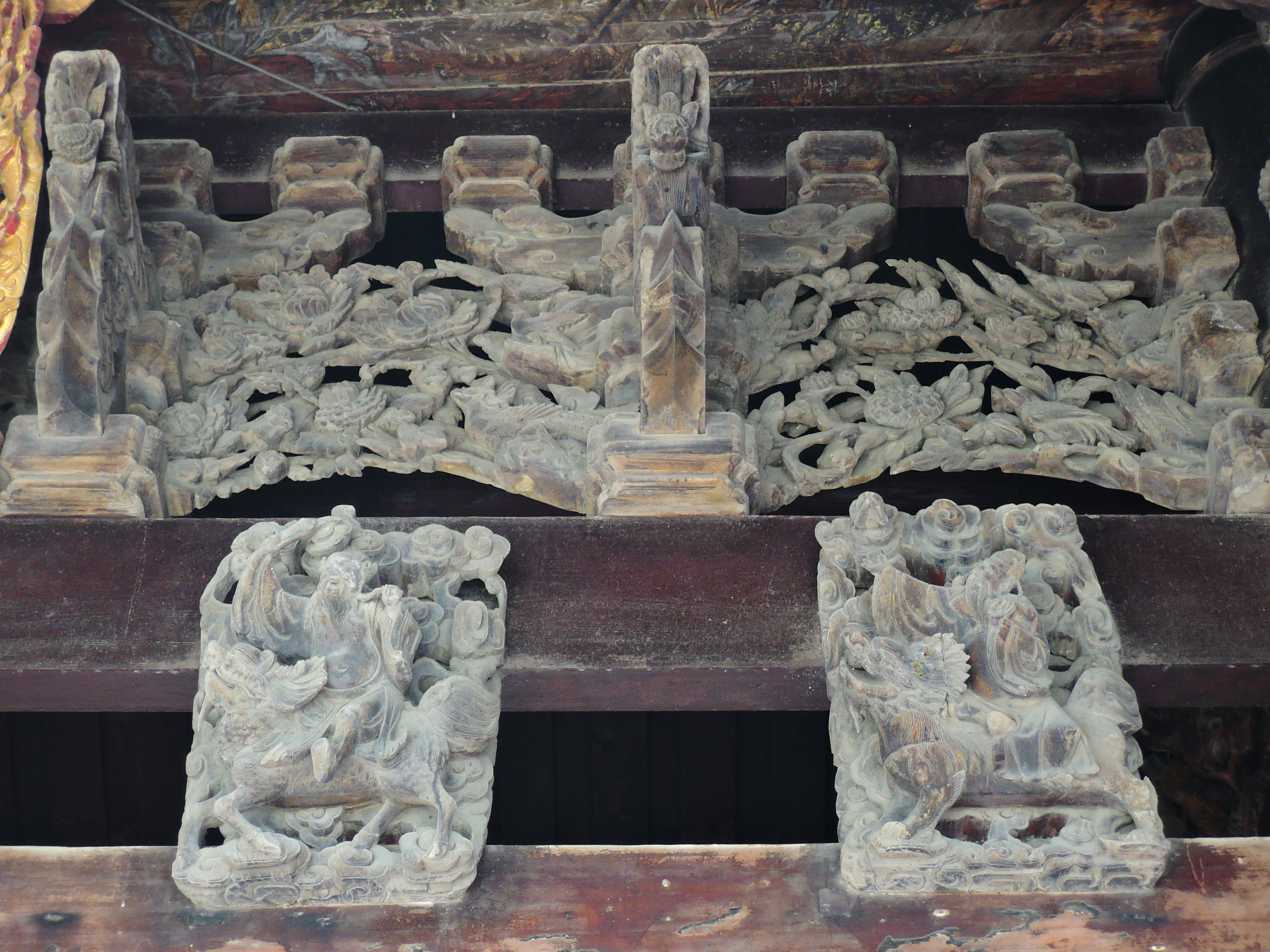
大楣木雕｜八仙過海
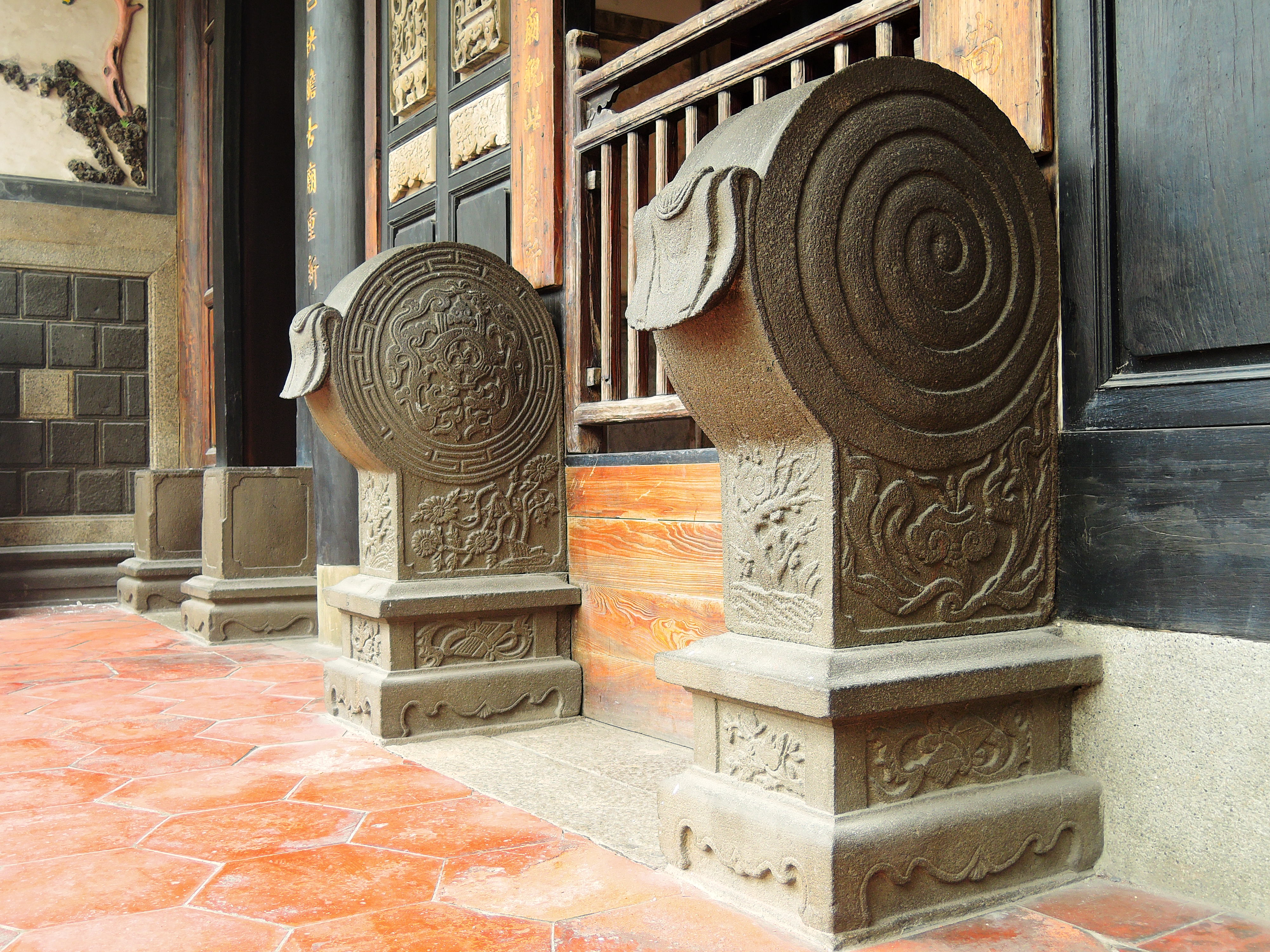
石鼓
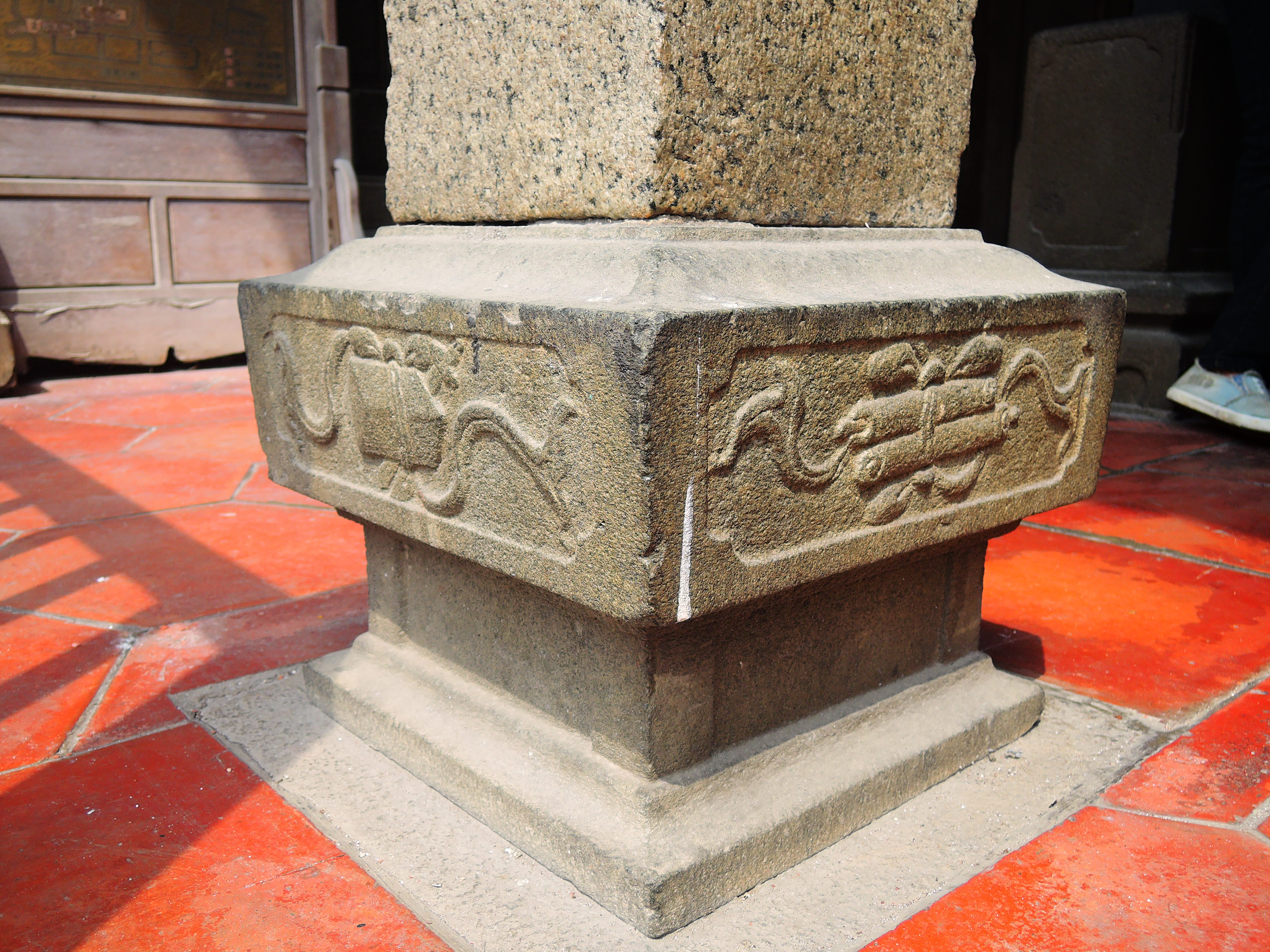
方柱柱珠（卷軸）
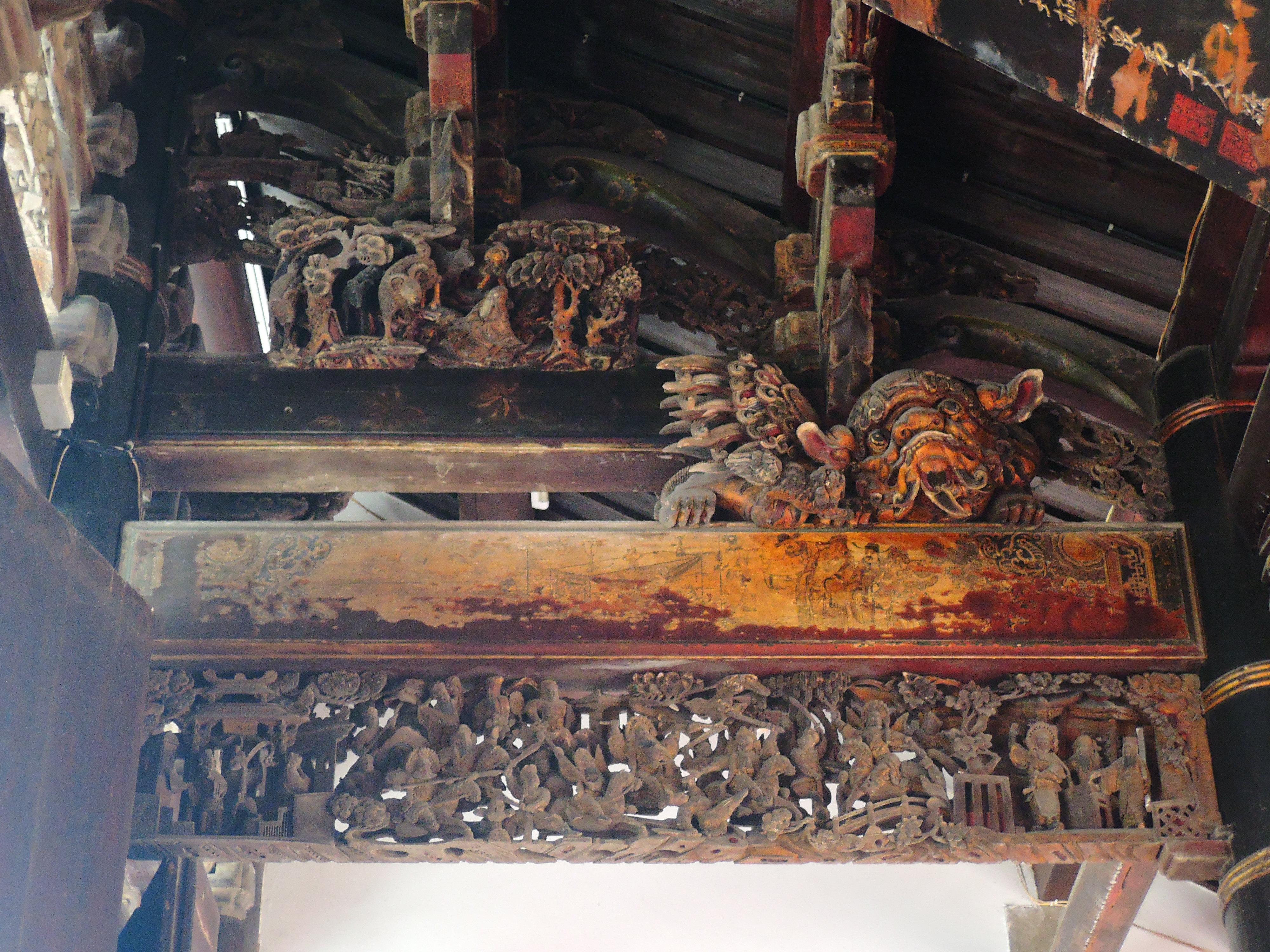
三川殿步通木雕

### 交趾陶
東西兩側水車堵各有「關雲長水淹七軍」和「法海水淹金山寺」的交趾陶，亦是水的意象。:208-235

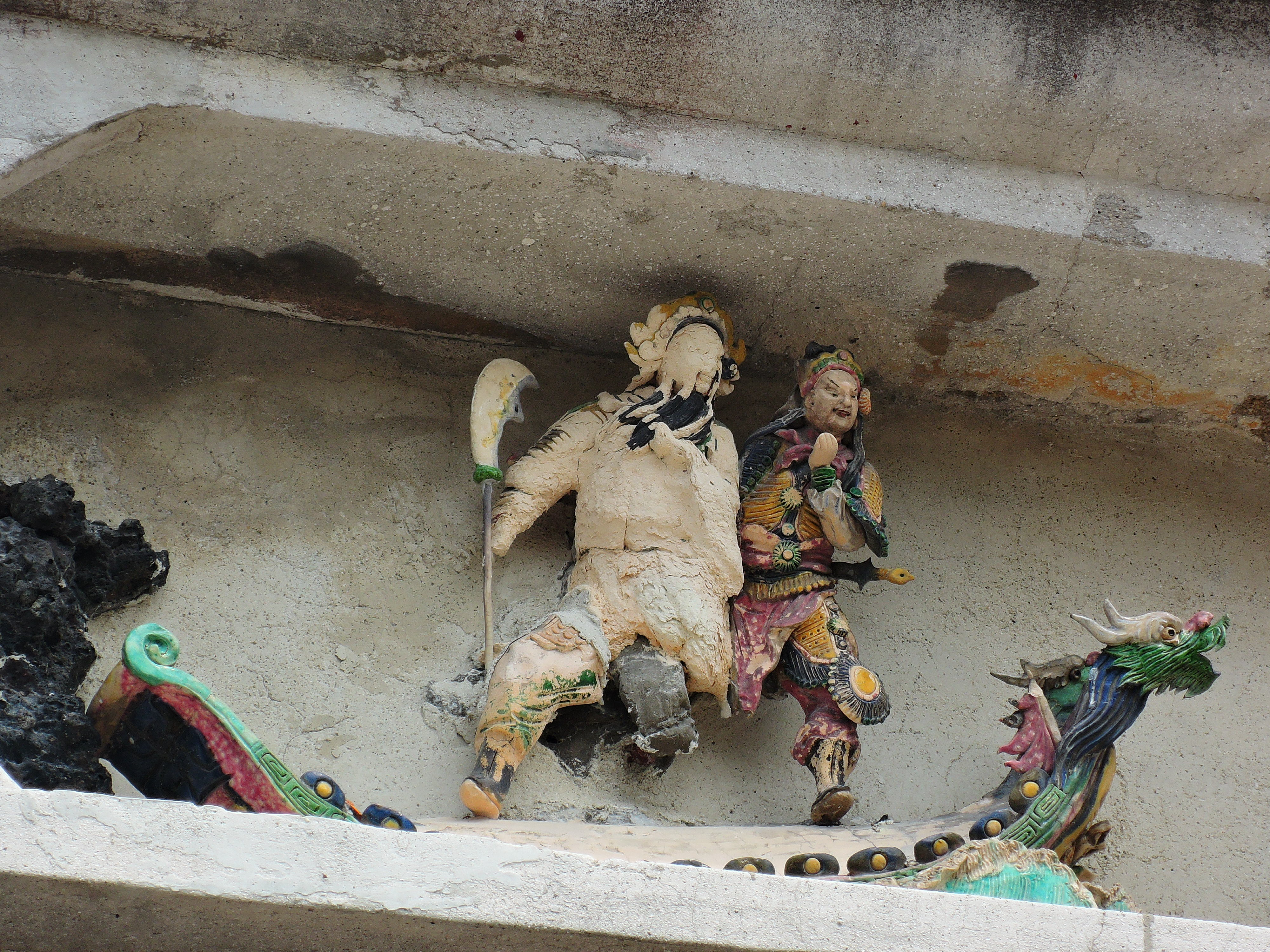
西側水車堵｜交趾陶（關羽和關平）
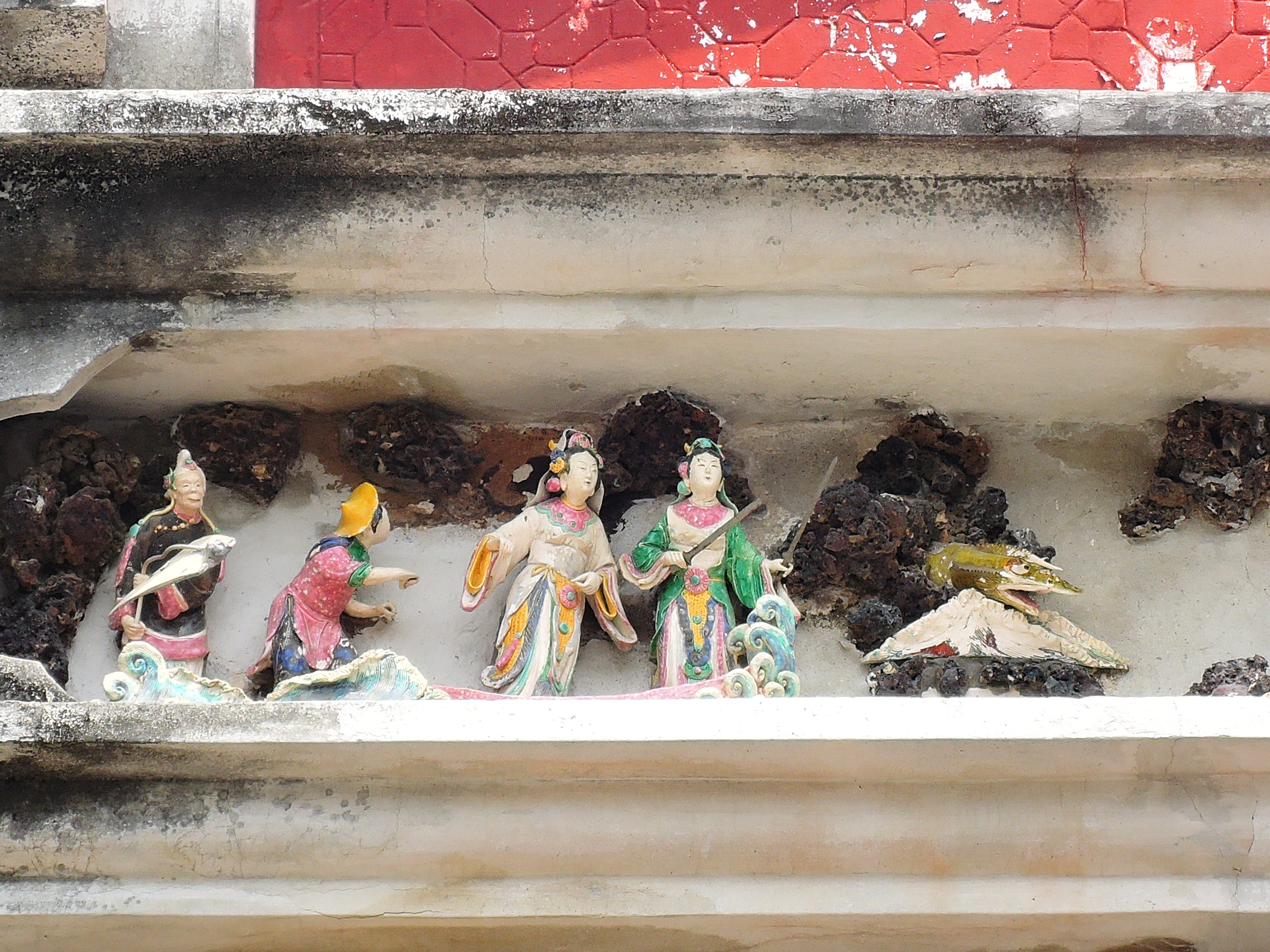
東側水車堵｜交趾陶（水淹金山寺）

### 匾額文物

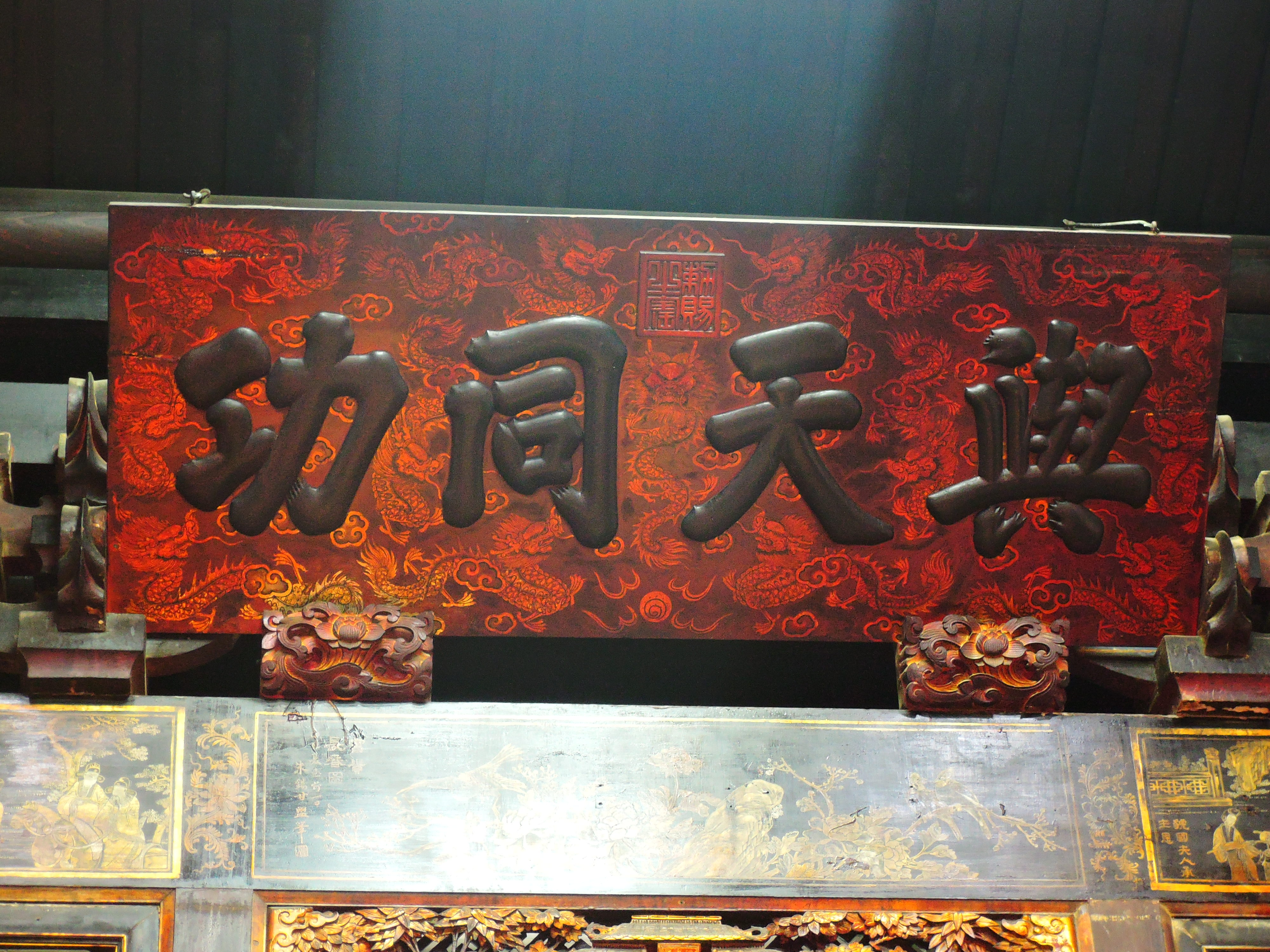
與天同功匾（1923年仿製）

天后宮匾額以「與天同功匾」最負盛名，相傳公元1881至1886年間，康熙皇帝為表彰媽祖顯靈之功勳，御賜九龍紋底之匾額。今所見之「與天同功」匾乃1923年（大正十二年）大整修期間仿製，匾額紋底則為十三龍紋。原匾流向眾說紛紜，有一說便主張係清法戰爭期間，廟中文物被法軍掠奪或變賣，或被駐守媽宮澳的台州勇或粵勇搶走。
除此之外，內藏匾額落款年份諸多皆為大正癸亥年（1923年），如「功化之極匾」、「孝慈則忠匾」、「保彼東方匾」、「德侔天地匾」等。
節孝祠兩側楹聯：「聖柏操凜松貞慰夫乃繫人倫重」、「愛妻風經苦雨為婦能兼子職修」，乃媽宮舉人鄭步蟾三子，日治時期的澎湖廳檢稅吏鄭子清所題。:78

### 木雕
參與細部裝飾的匠師有黃良、蘇水欽，彩繪匠師陳玉峰、朱錫甘與潘科，都是當時台灣的一流匠師。天后宮的木雕反應近代台灣寺廟雕刻的精緻和寫實路線，多用樟木以利細節表現。木匠受到嶺南畫派影響，使用內枝外葉手法做出凹凸的層次。正殿入口六扇屏門有花鳥四季各異的木雕品，分別是「秋深百舌弄蜻蜓」、「雪中小萼見英雄」，此二幅為泉州匠師黃良作品；「楒下三燕迎春風」、「鳳凰富貴長春圖」，署名為啟明（推測為人稱「水林師」朱錫甘別名），「雪落蒼松鶴步遲」與「花中君子喜鴛鴦」則沒有雕師署名的印記。

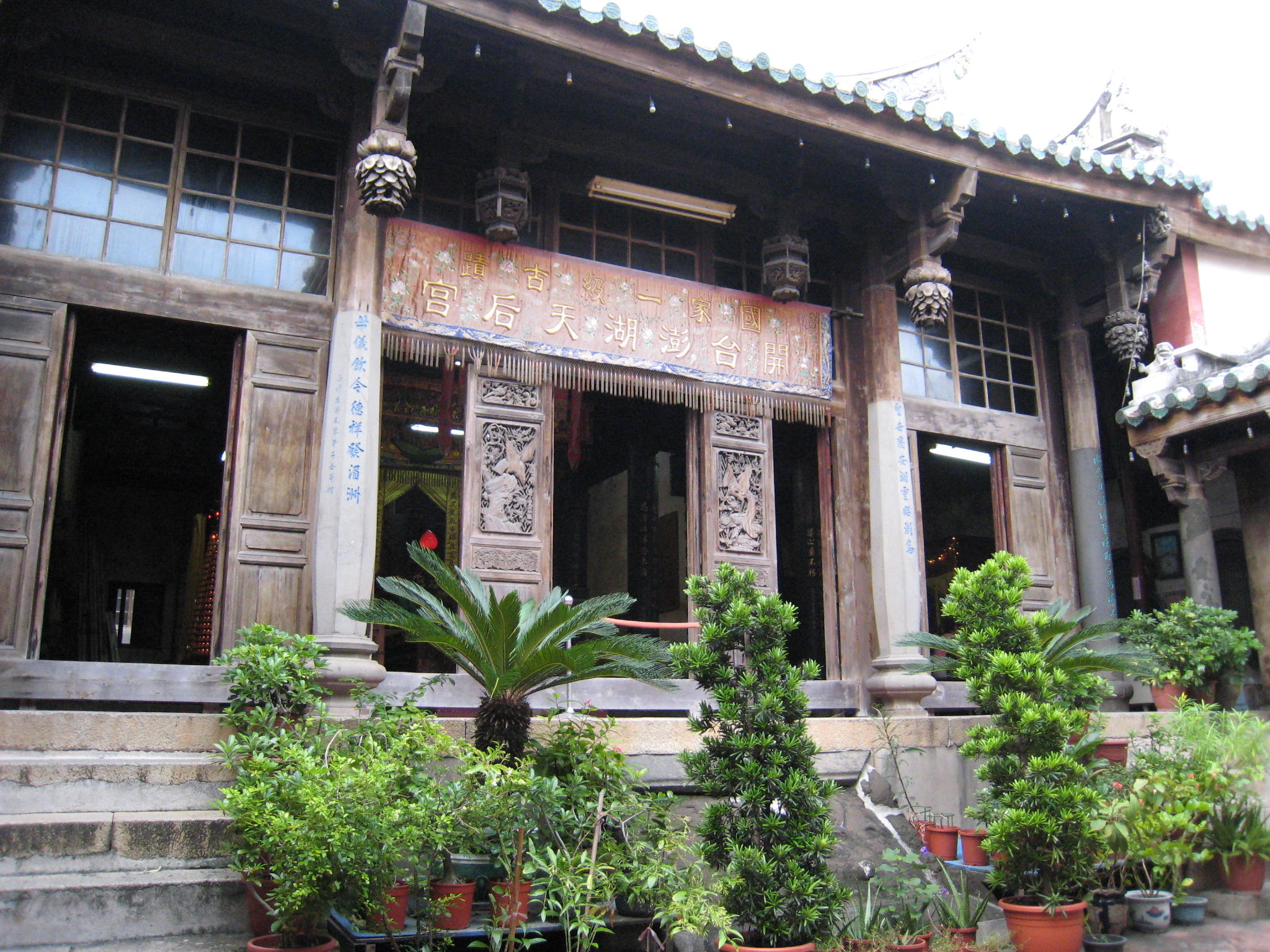
正殿入口
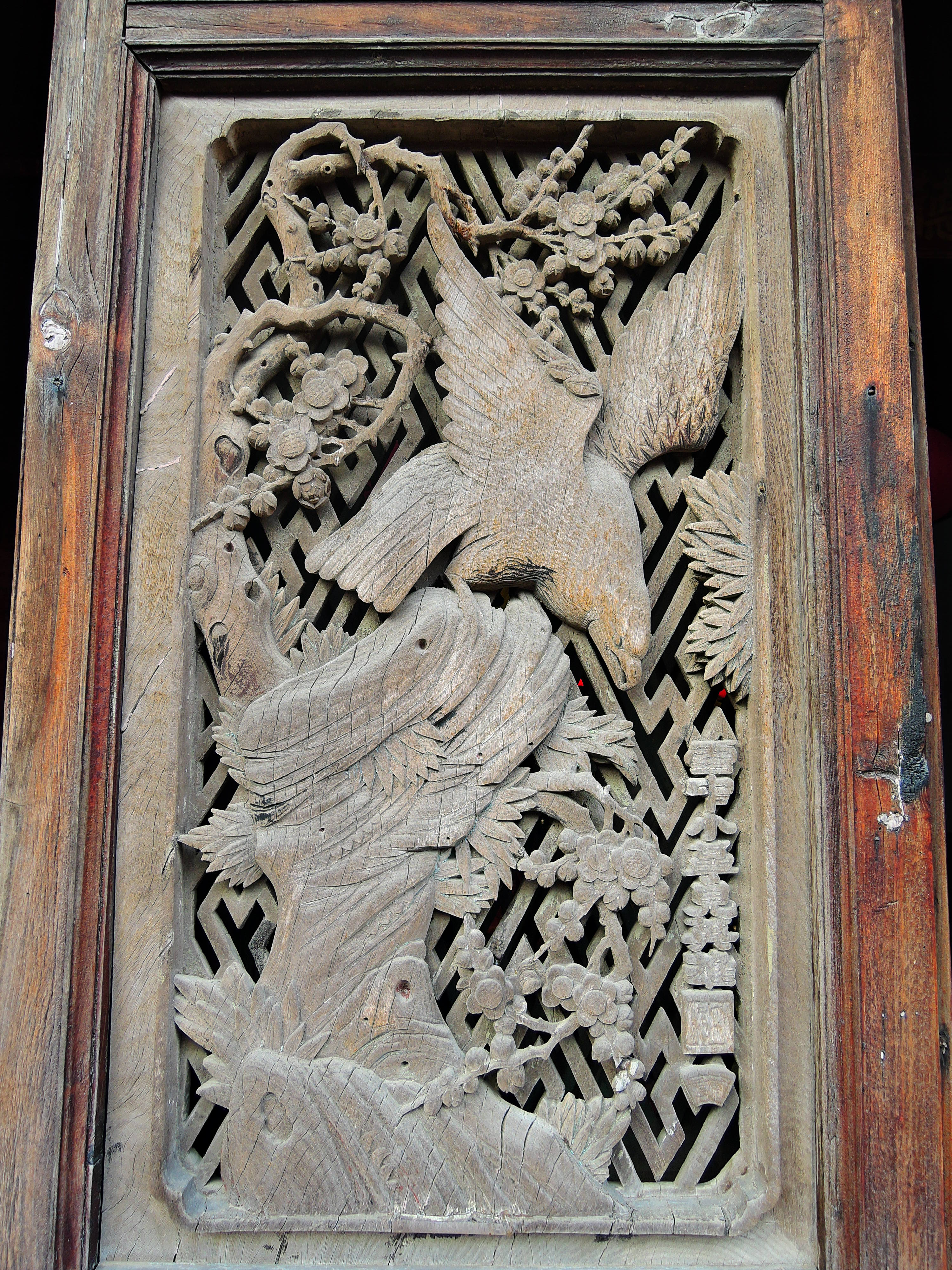
屏門木雕｜雪中小萼見英雄
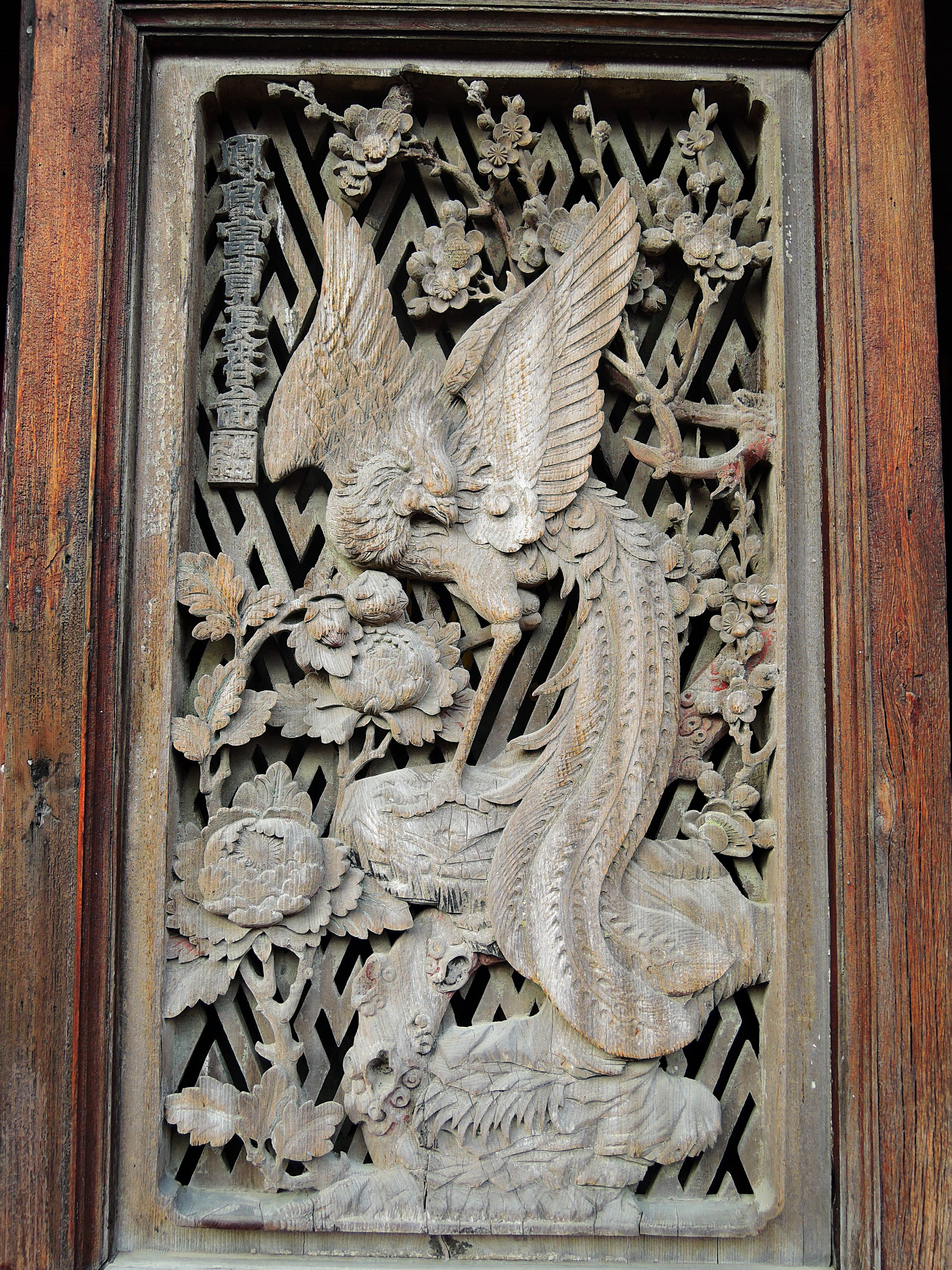
屏門木雕｜鳳凰富貴長春圖

### 彩繪
前殿彩畫由台南畫師陳玉峰負責，展現和廣東畫師不同的風格。其中前殿後步口的木柱上有錦紋畫，以繪畫模仿錦布包住柱子的裝飾，在台灣十分少見，具有珍貴價值。

正殿神龕左右兩側，有四幅東山島匠師朱錫甘的擂金畫。擂金畫又稱「掃金」或「泥金」，即以乾毛筆沾金箔粉描繪的方式，畫在尚未完全乾燥的黑漆之上，藉由金粉的疏密表現濃淡，由於施作難度高，擂金畫作品在臺灣本島也不多見。:8-13

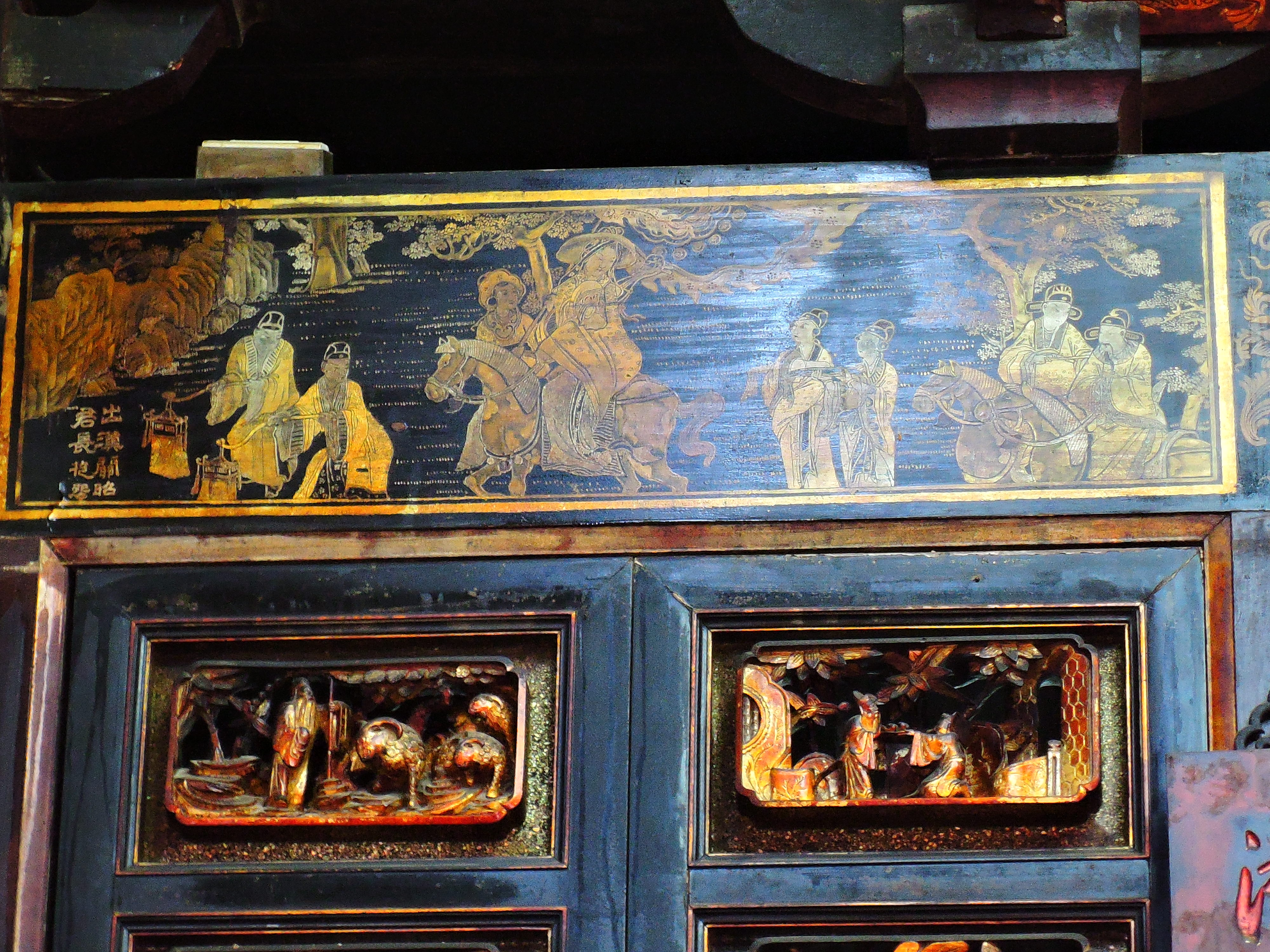
「出漢關昭君長抱怨」
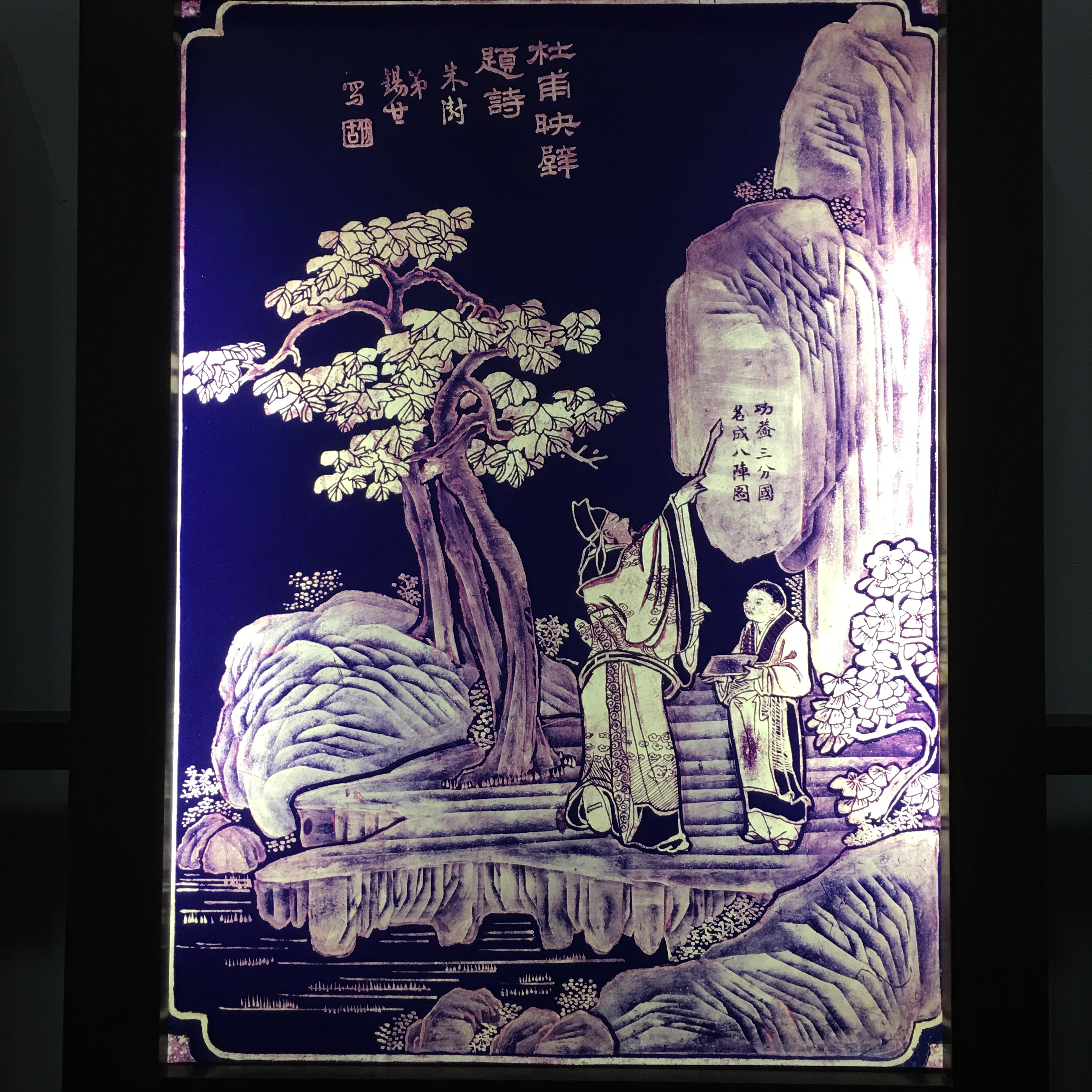
朱錫甘＿杜甫映壁題詩

## 相關圖像

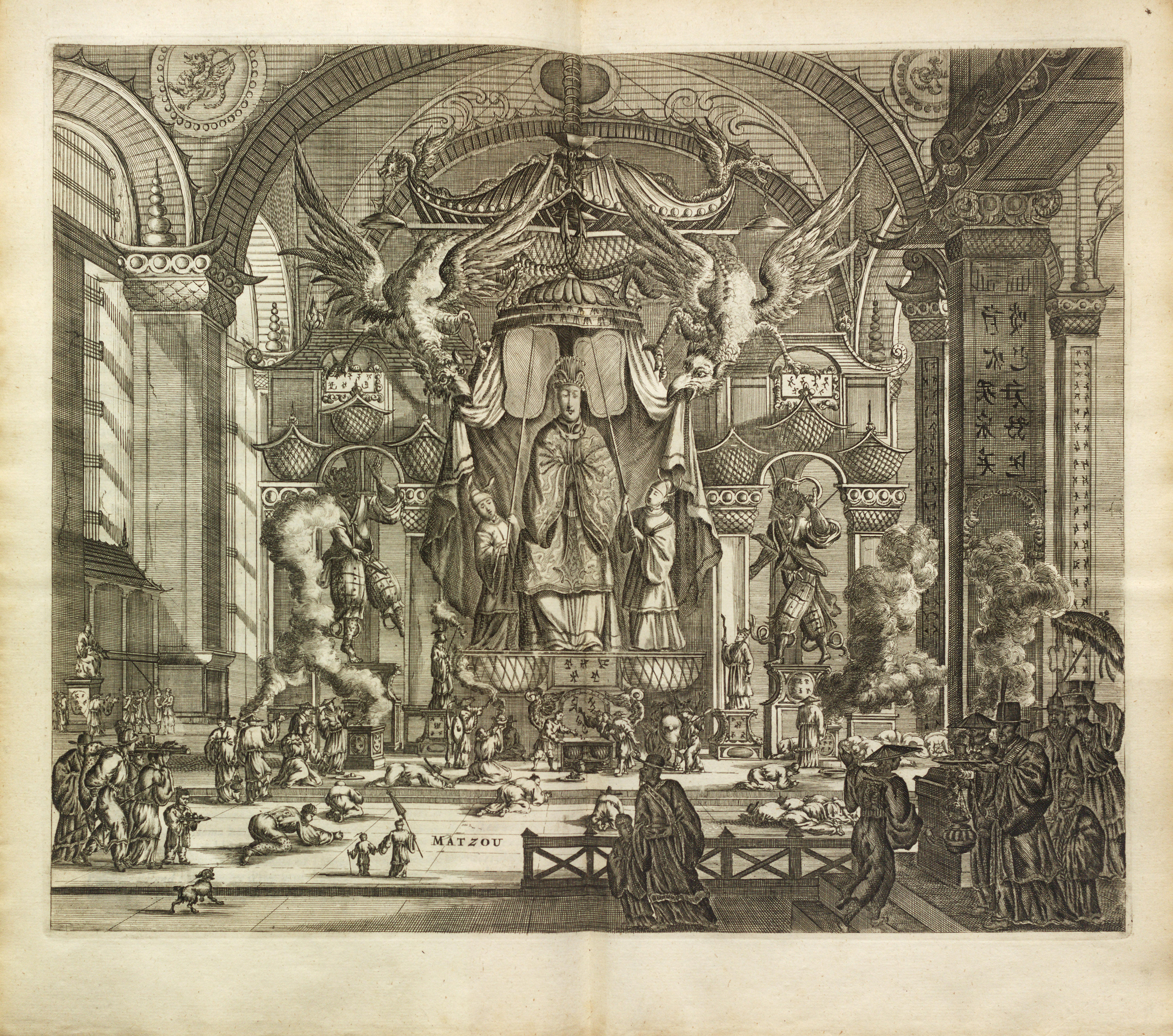
《第二、三次荷蘭東印度公司使節出使大清帝國記》中的媽祖以及千里眼、順風耳的插圖

在1670年出版，荷蘭地理學者歐弗特·達波所著的《第二、三次荷蘭東印度公司使節出使大清帝國記》一書的插圖中，將媽祖形象畫的非常巨大，左右二旁站了千里眼、順風耳。

## 外部連結
- 澎湖天后宮官方網站 （页面存档备份，存于）
- 文化部文化資產局－澎湖天后宮 （页面存档备份，存于）